# 崇禎帝
崇祯帝朱由检（1611年2月6日—1644年4月25日），字德约，明光宗第五子，明熹宗异母弟。是中国明朝第16位(第17任)及最后一位皇帝，于公元1627年至1644年在位，年号“崇祯”。
朱由检在其兄弟中排行第三。五歲時，其母劉氏被時為太子的光宗下令杖殺，年幼的朱由检随即交由庶母西李撫養，數年後改由另一庶母东李撫養至成人，后於天启二年（1622年）被其兄長明熹宗册封為信王。1627年9月，明熹宗駕崩，由于没有子嗣，朱由检受遗命于同月登基，次年改元崇禎。
崇祯帝一生操勞，日以繼夜的批閱奏章，节俭自律，不近女色。崇祯年間的勤奮，与萬曆、天啟相较，朝政有了明显改观。即位之初就大力铲除阉党，曾六度下诏罪己，惜其生性猜忌多疑，畢生獨攬大權，未善與官員放心合作，故无法挽救走向穷途末路的明朝。崇祯时期，国内民變与自然灾害不断，关外后金政权虎视眈眈，已处于内忧外患的境地。崇祯十七年（1644年），起义军领袖李自成攻破都城北京，崇祯帝于四面楚歌之中在皇宫北侧的煤山自縊殉國，终年三十五岁（周歲33歲），其所统治的明王朝也随即灭亡，史称甲申之变。
崇祯帝死后，南明政权予其庙号「思宗」，后改「毅宗」、「威宗」，南明弘光帝为其上谥号「绍天绎道刚明恪俭揆文奋武敦仁懋孝烈皇帝」。后清朝追谥其「钦天守道敏毅敦俭弘文襄武体仁致孝端皇帝」，庙号「怀宗」；后去庙号，改谥为「庄烈愍皇帝」，其被葬于思陵。

## 人物生平

### 早期经历
朱由检生於萬曆三十八年十二月二十四日（1611年2月6日）寅時。他的父親明光宗朱常洛雖早在萬曆二十九年（1601年）被立為太子，但光宗父親明神宗其實一心想立三子朱常洵為太子，是因為群臣國本之爭，才勉強保住了朱常洛儲君的寶座，故朱常洛一直得不到明神宗歡心。朱由檢母亲刘氏則是朱常洛的婢女，亦不得朱常洛的歡心。祖父討厭父親，父親討厭母親，所以朱由检幼年并不幸福。五岁时，朱由檢母親劉氏得罪，被父親朱常洛下令杖杀，之後將朱由检交由庶母西李抚养。数年后西李生了女儿，照管不过来，改由另一庶母东李抚养至成人。及至朱由检长大，在天启二年（1622年），被當時已繼位為帝的哥哥明熹宗朱由校封为信王，刘氏追封为贤妃。
天启六年（1626年）六月，明廷选周氏为信王妃。十一月，朱由檢出居信邸。次年二月初三，与周氏正式完婚。朱由檢因為為人聰敏，目不旁視，不苟言笑，又曾經為了補貼邊境軍需而辭去自己贍田的地租銀兩，故而朱由檢還是信王時便有很好的名聲。後來，朱由檢遭到魏忠賢猜疑，故而時常深居信王府邸不出，稱病不朝。

### 登上帝位
天啟七年（1627年），年僅廿二歲的明熹宗朱由校駕崩，由於朱由校三名兒子皆早夭，朱由檢作为他唯一在世的弟弟繼承皇位。當時朱由檢年僅十六歲，是為崇禎帝。最初，魏忠賢曾在熹宗病逝前打算垂簾攝政，但在施鳳來的反對下罷休。後來魏忠賢又一度打算借助提督忠勇營的太監塗文輔發動政變，但被崔呈秀以「恐外有義兵」勸止。朱由檢在守喪期間極其謹慎，他聽從了兄嫂張皇后的建議，為避免被人下毒毒害，他入宮前偷偷把丈人周奎家中製作的麥餅藏在衣內，不吃皇宮中提供的任何飲食。直至朱由檢即位後，閹黨和朝野官員大多知魏忠賢敗像已現，都纷纷開始試探崇禎帝的態度，魏忠賢也惶惶自懼而請辭任職務，崇禎帝雖心厭忠賢而不動聲色，反而選擇繼續韜光養晦，對其請辭溫旨不允。後來陸續有大臣楊維垣彈劾閹黨骨幹成員崔呈秀，崇禎帝得以借機逐步削弱魏忠賢的權力。
天啟七年（1627年）十一月，崇祯帝在铲除魏忠贤的羽翼崔呈秀之后，陸續有朝中官員和嘉興貢生錢嘉徵彈劾魏忠賢十大罪，崇祯帝隨後便把魏忠贤贬至凤阳。途至直隶阜城，魏忠贤得知大勢已去，遂与一名太监自缢而亡。此后崇禎帝又誅殺客氏，逼崔呈秀自盡，並平反冤獄追恤了許多在天啓年間被太監魏忠賢逼害致死的東林黨官員。与此同时，崇祯帝又召回了先朝大學士韓爌擔任內閣首輔，并提拔了李標、錢龍錫等進入內閣，又任用了劉宗周、王洽、曹汴、何如寵、喬允升等有東林黨背景的官員擔任朝廷主要職位，崇祯帝也起用了袁崇焕掛兵部尚书，赐予尚方宝剑，督師薊、遼，兼督登、萊、天津軍務，託付他收复全辽的重任。
閹黨成員也在東林內閣主持下開始被搜捕，韓爌和東林內閣本來無意「廣搜樹怨」，因而只提供了四五十人搜捕名單，但崇禎帝認為人數太少而不高興，兩方數來數回，崇禎帝後來下令把逆案罪分六等（贊導、擁戴、頌美、祠頌、諂附等），并把諂附魏忠賢的內侍太監也一并追究，最終「欽定逆案」中名列了二百六十二人。閹黨主要成員如崔呈秀、顧秉謙、田爾耕、太監李永貞等後來也被陸續籍沒家產，以助邊餉。

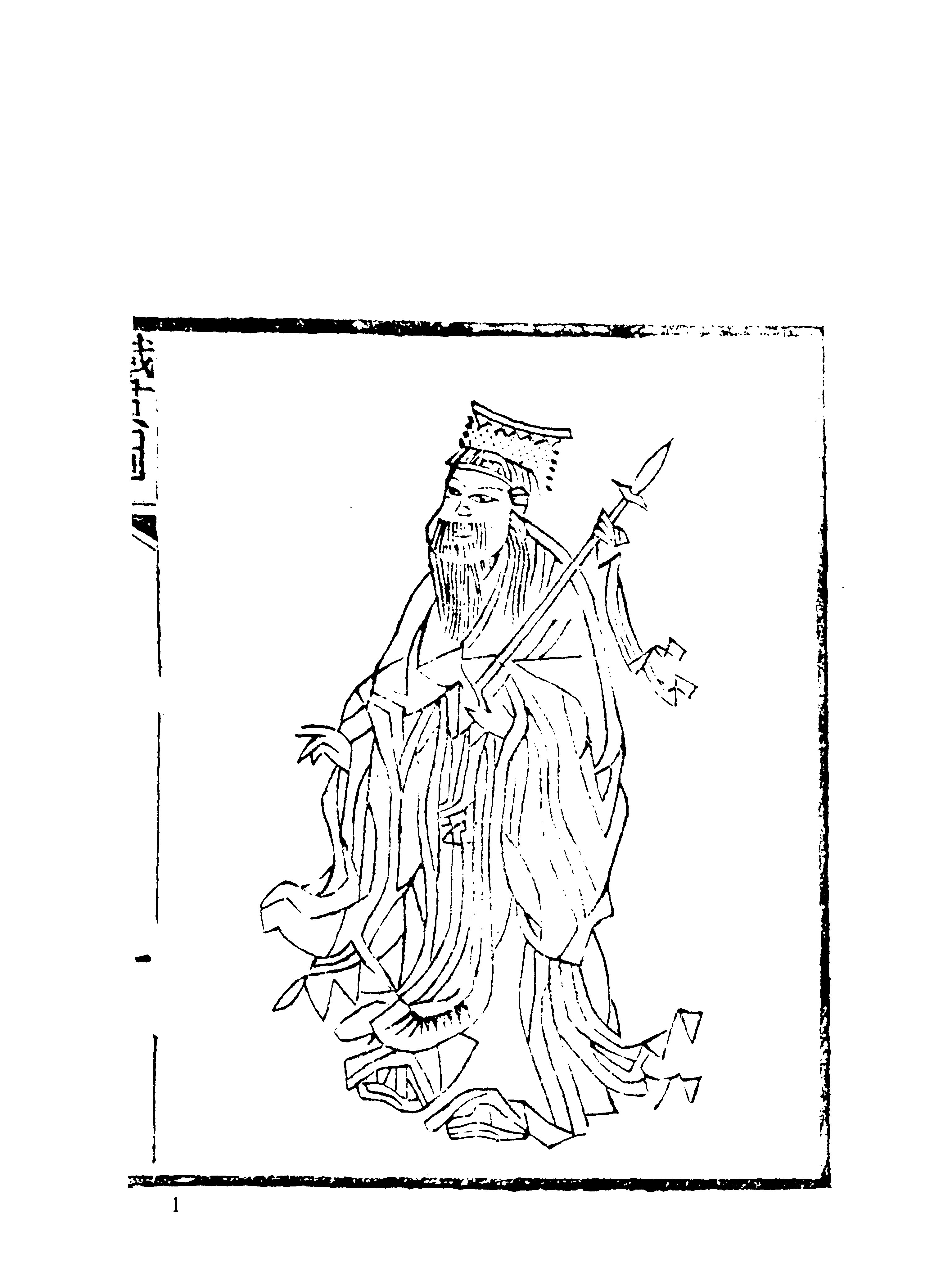
即位後，身著传统袞袍的朱由檢(清代繪)

### 面对困局
自崇禎元年（1628年）起，中國北方大旱，赤地千里，寸草不生，《汉南续郡志》记，“崇祯元年，全陕天赤如血”，陕西年年有大旱，百姓多流離失所。天災以外，天啟末年以來朝廷在魏忠賢亂政下出現了「兵窮、餉窮、民窮、財窮」的困境，不但財政虧空巨大，而且地方也廣泛出現「百姓流亡，盜賊充斥」、「旱蝗肆虐，飢饉相望」的情況。魏忠賢也造成九邊邊鎮拖欠軍餉情況嚴重，例如陝西就積欠軍餉高達二十七個月，其餘各鎮拖延幾個月以至十數個月軍餉的情況比比皆是，導致崇祯皇帝剛即位便要面臨寧遠兵變、薊門兵變、錦州軍嘩等爛攤子。
朱由檢為人節儉，勤于政务，事必躬亲，到後來因“偶感微恙”而临时传免早朝而遭辅臣批评時，崇禎也會連忙自我檢討，可見是願治之主。為了解決自明熹宗以後「帑藏空虗」和「庫藏如洗」的局面，崇禎帝聽從輔臣劉鴻訓建議，任用了畢自嚴擔任戶部尚書，推動「核逋賦，督屯田，嚴考成，汰冗卒」等工作，并修改了《賦役全書》和成功增加商稅以增加財源，崇禎初年的財政情況因而稍有好轉。接著又在東林黨人瞿式耜推薦下，起用李邦華為兵部侍郎協理京營戎政，成功「汰京軍虛冒者四千五十餘人」與老弱千人，原來京營每年開支米一百六十萬石，李邦華節省至一百四十四萬石，成功使得京營「營帑遂裕」、「戎政大釐」。又有鑑此天啟以來「冒額虛耗」的嚴重情況，督師袁崇煥為減少軍費支出和保證朝廷財政能長期負擔，對薊、遼、登、萊、天津進行了三次裁兵減餉，定總兵數為十五萬三千一百八十二員，馬八萬一千六百零三匹，每年節省餉銀一百二十餘萬兩。
崇禎帝早對毛文龍溢額請餉多有不滿，袁崇煥逐為裁兵減餉而在錢龍錫默許下誅殺毛文龍。但不久後，後金便兵分三路從繞道蒙古突破邊關，殺入京畿大肆擄掠人口和財帛錢糧，史稱己巳之變，這不但導致趙率教、滿桂、孫祖壽等明朝名將先後陣亡，更直接蹂躪破壞了北直隸地區的生產和畢自嚴整頓財政的努力。如僅僅在崇禎二年十月末至十二月末，為應對後金入侵，朝廷短短兩個月間就花費了白銀105萬1984兩，後續驅逐後金軍隊更是糜費難算，大大擴大了崇禎年間的財政缺口。京城的百姓和大臣都因突如其來遭受戰禍而埋怨誹謗，指袁崇煥是「縱敵擁兵」，崇禎帝本來就討厭袁崇煥辦事獨斷專行，如今亦在暴怒下被後金的反間計煽動而殺死袁崇煥，這導致了祖大壽等遼東軍在驚恐之下潰散東走。後續崇禎帝起用了德高望重的舊輔孫承宗招撫遼東軍，并收復遵、永四城，史稱遵永大捷。此外，東林內閣和有東林背景的高官也由於在己巳之變中應對不力，故而在崇禎三年後陸續倒台，此後崇禎年間內閣主要由周延儒、溫體仁、薛國觀等主政，直至滅亡。
與此同時，已有一批官僚較早期便察覺出崇禎帝諸如急功近利、剛愎自用等毛病，例如劉宗周便進諫說「然(崇禎帝)程效過急，不免見小利而慕近功...日所規規於小利者，理財也。民力已竭，司農告匱，而一時所講求者皆聚斂之術，水旱災傷，一切不問。有司以掊剋為循良，而撫字之政絕；大吏以催科為殿最，而黜陟之法亡，赤子無寧歲矣」。河南推官湯開遠也進諫說「皇上急於求治，諸臣救過不給...皇上或以薦舉不當，疑其黨徇...皇上又以執奏不移，疑其藐抗...今諸臣怵於參罰之嚴，一切加派，帶征餘征，行無民矣。民窮則易與為亂...」。此外，據韓國史料《李朝實錄》記載，儘管崇禎帝在剷除魏忠賢後，其名聲已揚於中外，人人都認為皇帝聖明將可以中興國家，但事實上其手下宮宦、官員仍然貪風難止，而且崇禎帝為人剛愎苛察，故頗為朝鮮君臣所詬病。

### 内忧外患
崇禎元年時，陝西就曾因為朝廷加派稅收而「流賊大起」，分掠鄜州、延安，到明年，諸賊又繼續恣掠關中，固原也出現逃兵劫掠涇陽。崇祯二年五月，為了減少財政開支，崇禎帝在給事中劉懋建議下，不顧韓爌、畢自嚴等人反對大力裁減陝北驛站，驛站兵士李自成因而失业，也造成大量驛卒從賊，後來陝西流賊更加蜂起。另外，因為朝廷長期注重遼事而不在乎陝西，故而薩爾滸之戰的潰兵長期不得朝廷招撫而流亡到陝西延綏，這逼使他們後來大部份落草為寇，成為明朝的一大強敵。到崇祯三年（1630年），陝西又出現大饑，陝西巡按馬懋才在《備陳大饑疏》上說百姓爭食山中的蓬草，蓬草吃完，剝樹皮吃，樹皮吃完，只能吃觀音土，最後腹脹而死。崇禎四年時，崇禎帝雖派吳甡以十萬兩賑濟災民，但無疑杯水車薪，賊黨解散後又重新聚集起來，所過「荒亂尤甚，縣中之民，半化為盜，因之饑饉，人心洶洶……城十里外皆是賊巢」。
崇禎四年十二月，崇禎帝在考選科道官員後，開始設立考核地方在任官員征稅的制度，地方官員若無法徵收足夠的正稅、加派和金花銀(上供到內庫的銀兩)，就不能參加考選晉升。這使得戶部尚書畢自嚴後來因鄭友玄一案而被下獄，而天下官員也自此變得「考選將及，先核稅糧，不問撫字，專於催科」。湯開遠在崇禎五年時就指出很多能臣如左應選、胡良機、馬思理、吳澧、高倬等，都因為一些小誤小錯就動輒被崇禎帝褫革重罰，使得大量官員灰心不敢任事。
崇祯六年，全陕繼續出現旱蝗，耀州、澄城县一带，百姓死亡过半。溫體仁擔任內閣首輔主政後，更是一意媚上，嚴苛為政，使得地方官員只能更加严苟地對百姓橫徵暴斂，以免因為徵輸不及而獲罪。崇祯七年，家住河南的前兵部尚书吕维祺上書朝廷：“盖数年来，臣乡无岁不苦荒，无月不苦兵，无日不苦輓输。庚午（崇祯三年）旱；辛未旱；壬申大旱。野无青草，十室九空。……村无吠犬，尚敲催征之门；树有啼鹃，尽洒鞭扑之血。黄埃赤地，乡乡几断人烟；白骨青燐，夜夜似闻鬼哭。欲使穷民之不化为盗，不可得也”。旱災又引起蝗災，使得災情更加擴大。河南於崇禎十年、十一年、十二年、十三年皆有蝗旱，“人相食，草木俱盡，土寇並起”，其飢民多從“闖王”李自成。
崇祯十三、十四年，“南北俱大荒……死人弃孩，盈河塞路。”。左懋第督催漕運時，便在路途中上書說：“臣自靜海抵臨清，見人民飢死者三，疫死者三，為盜者四。米石銀二十四兩，人死取以食。惟聖明垂念。”保定巡撫徐標被召入京時說：“臣自江淮來數千里，見城陷處固蕩然一空，即有完城，亦僅餘四壁城隍，物力已盡，蹂躪無餘，蓬蒿滿路，雞犬無音，未遇一耕者，成何世界”這時華北各省又疫疾大起，朝發夕死。“至一夜之內，百姓驚逃，城為之空”，崇禎十四年七月，疫疾從河北地区傳染至北京，崇祯十六年，北京人口死亡近四成。十室九空。江南在崇祯十三年遭大水，十四年有旱災與蝗災并發，十五年持续发生旱灾和流行大疫，物價大漲。地方社会处在了十分脆弱的状态，流賊興起，遊民更是加入陣營，各地民变不断爆发。
崇祯帝先用楊鶴，撫恤變民；後用洪承疇，再用曹文詔，再用陳奇瑜，復用洪承疇，再用盧象昇，再用楊嗣昌，再用熊文燦，又用楊嗣昌，十三年中頻繁更換討伐流賊的將領。這其中除熊文燦外，其他都表現出了出色的才幹。然皆功虧一簣。流賊闖王李自成數次大難不死，後往河南聚眾發展。
此时北方滿人皇太极又不断骚扰入侵，明廷苦於两线作战，每年的军费「三餉」开支高达两千万两以上，国家财政早已入不敷出，缺饷的情況普遍，常导致明军内部骚乱哗变。加上崇祯帝求治心切，生性多疑，刚愎自用，因此在朝政中屡铸大错：前期铲除专权宦官，后期又重用宦官，《春明梦余录》记述：“崇祯二年十一月，以司礼监太监沈良住提督九门及皇城门，以司礼监太监李凤翔总督忠勇营”崇祯帝說：“朕禦極之初，攝還內鎮，舉天下大事悉以委大小臣工，比者多營私圖，因協民艱，廉通者又遷疏無通。己已之冬，京城被攻，宗社震驚，此士大夫負國家也”。清修明史说崇祯帝中后金反间计，自毁长城，冤杀袁崇焕；世傳皇太極施反間計，捕捉兩名明宮太監，然後故意讓兩人以為聽見滿清將軍之間的耳語，謂袁崇煥與滿人有密約，皇太極再放其中一名太監回京。崇祯帝中計，以為袁崇煥謀反。這種講法終明之世並無所本，僅流行於乾隆之後。一些學者傾向於相信崇祯帝殺袁崇煥，並非是皇太極的反間計得逞。由於袁崇煥是囚禁半年後才被處死的，不大可能是因一時激憤誤殺。事實上，崇祯帝生性多疑，所以僅擅殺毛文龍一事，便足以使崇祯帝心存忌憚。再者毛文龍舊部大都誤認為是皇帝要殺毛文龍，於是把怨恨轉移到皇帝身上，大舉譁變，造成日後一連串悲劇事件的發生，終於致使前線態勢一發不可收拾。袁崇煥不能不為此負責。
隨著局勢的日益嚴峻，崇祯帝的濫殺也日趨嚴重，總想以重典治世，總督中被誅者七人，巡撫被戮者十一人，連擁有崇高地位的內閣首辅也不能幸免，被殺二人，而其他各級文官武將更是多不勝數，不能詳列。崇祯帝亦知不能兩面作戰，私底下同意議和，但被明朝士大夫鑒於南宋的教訓，皆以為與滿人和談為恥。因此崇祯帝對於和議之事，始終左右為難，他暗中同意杨嗣昌的议和主张，但一旁的盧象昇立即告訴皇帝說：「陛下命臣督师，臣只知战斗而已！」，崇祯帝只能辯称根本就没有议和之事，盧象昇最後戰死沙場。明朝末年就在和戰兩難之間，走入滅亡之途。
崇禎十五年（1642年），松山、锦州失守，洪承畴降清，崇祯又想和满清议和而和兵部尚書陳新甲暗中商議計劃，後來陳新甲因失陷城寨之事被崇祯處死，與清兵最後議和的機會也破滅了。崇禎十七年（1644年）明王朝面临灭顶之灾，崇祯帝召見閣臣時悲嘆道：“吾非亡国之君，汝皆亡国之臣。吾待士亦不薄，今日至此，群臣何无一人相从？”在陳演、光時亨等反对和不情願負責之下未能下决心迁都南京。事後崇禎帝指責光時亨：“阻朕南遷，本應處斬，姑饒這遭。”後來，崇禎再次跟李明睿和左都御李邦華復議南遷的計劃，並要大學士陳演擔當責任，陳演不情願，於是在不久後被罷職。第二次南遷計劃失敗後，崇禎讓駙馬鞏永固代口要求重臣守京師，並以“聖駕南巡，征兵親討」為由出京，諸臣唯恐自己因皇帝不在京城而變成農民军發泄怒火的替死鬼，故依然不讓崇禎離京。
至此，流寇叛變已经十多年，从北京向南，南京向北，纵横数千里之间，白骨满地，人烟断绝，行人稀少。崇祯帝召保定巡抚徐标入京觐见，徐标说：“臣从江淮而来，数千里地内荡然一空，即使有城池的地方，也仅存四周围墙，一眼望去都是杂草丛生，听不见鸡鸣狗叫。看不见一个耕田种地之人，像这样陛下将怎么治理天下呢？”崇祯帝听后，潸然泪下，叹息不止。于是，为了祭祀阵亡将士、罹难难民和殉國的各亲王，崇祯帝便在宫中大作功德法會来祈求天下太平，并下诏罪己，催促督师孙传庭赶快围剿农民军。

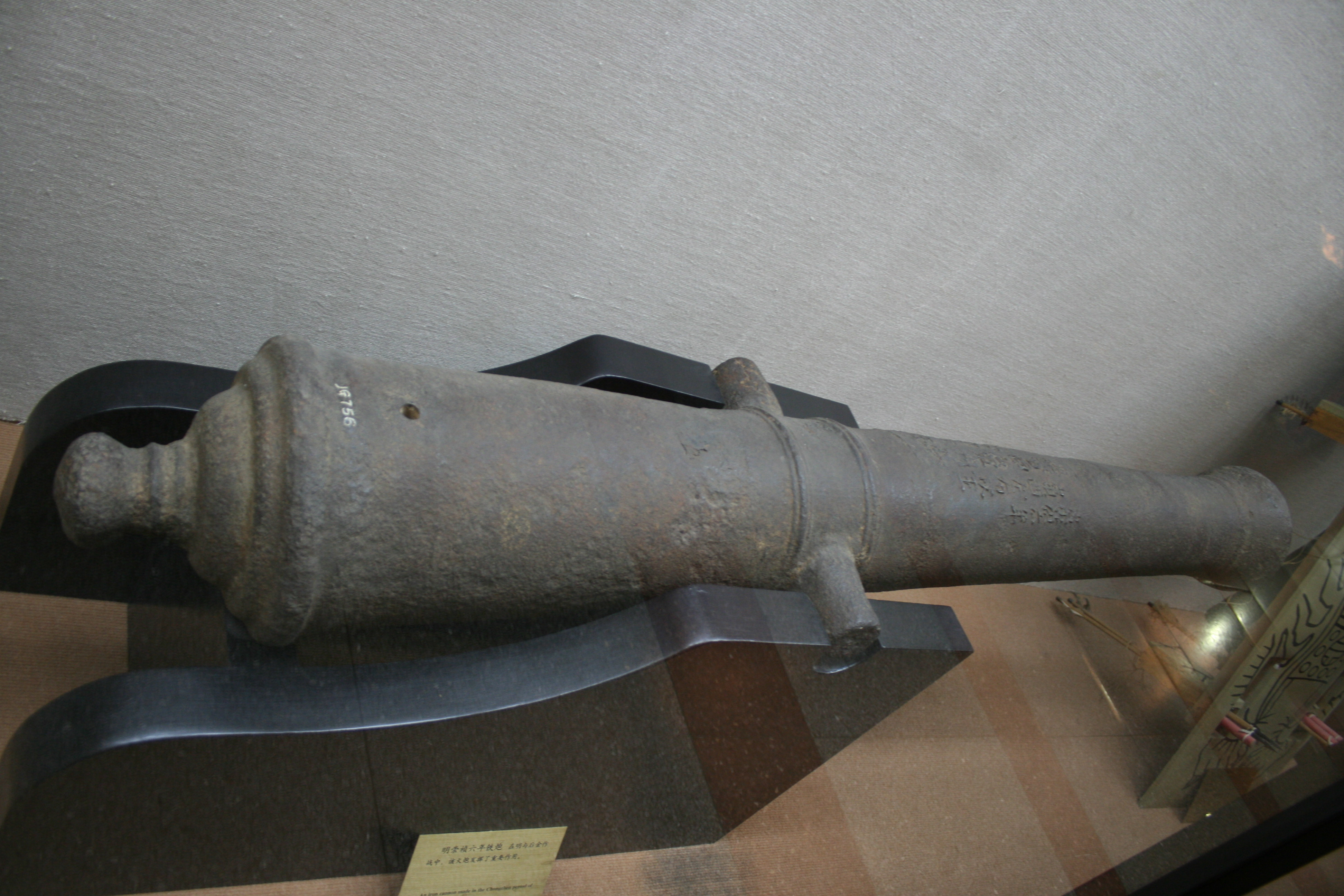
崇禎年間鑄造的大砲，1633年

### 窮途末路

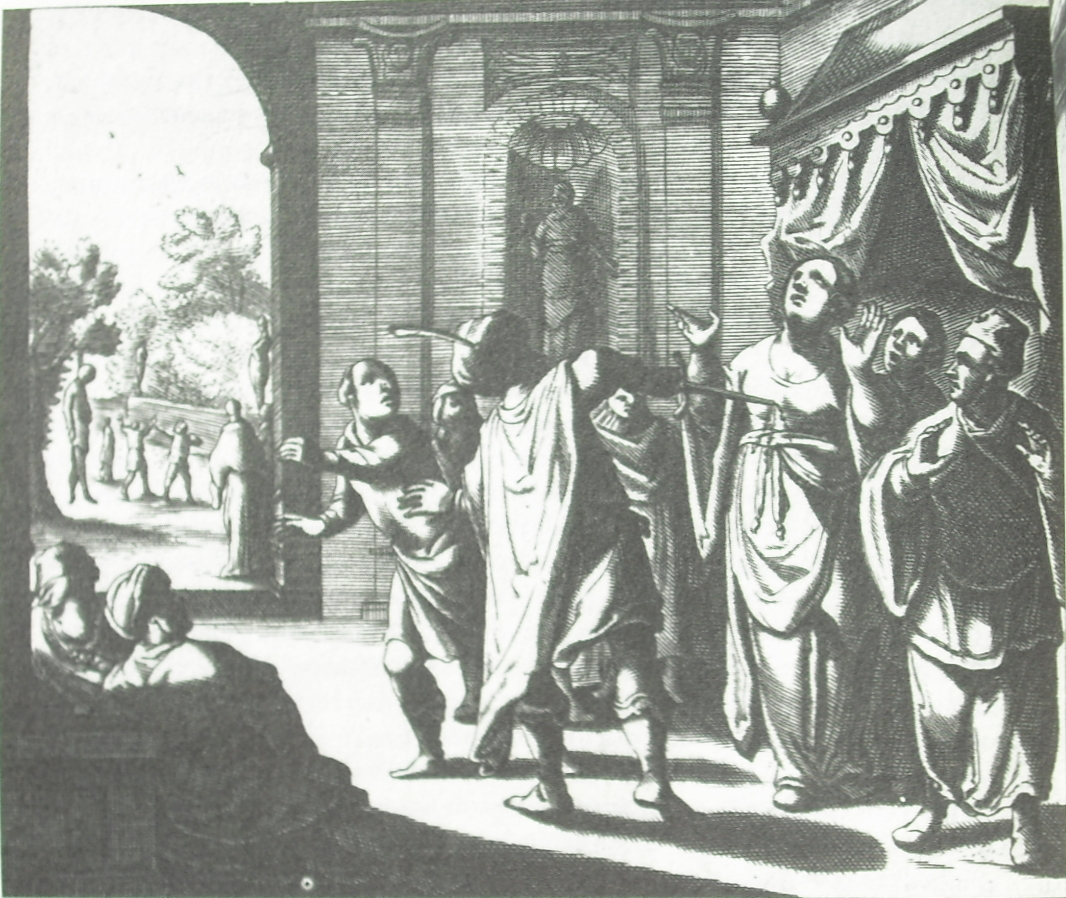
崇禎皇帝殺死女兒後自殺。出自衛匡國的《韃靼之戰》（1655年）

崇禎十六年正月，李自成部克襄陽、荊州、德安、承天等府，張獻忠部陷蘄州，明將左良玉逃至安徽池州。八月，崇禎帝催促孫傳庭出戰，最終被李自成大敗收場，損失大量兵器輜重。十月，李自成攻克潼關，隨後攻佔關中重鎮西安，巡撫馮師孔殉國，總兵白廣恩、陳永福等先後投降。隨後，李自成乘勝西進攻克甘肅、寧夏、榆林諸鎮，所至風靡，殺總兵尤世威，甘肅巡撫林日端等殉國，自此李自成盡有陜西之地。
崇禎十七年（1644年）正月，李自成稱王於西安，建國號「大順」，改元永昌，崇禎帝得知後大驚，令大學士李建泰督師抗敵。二月初八日，李自成領兵渡河東進，攻陷山西重鎮太原，山西巡撫蔡懋德死之。崇禎十七年（1644年）三月一日，大同失陷，大同巡撫衛景瑗與總兵朱三樂等殉國，北京危急。初四日，崇禎任吳三桂為平西伯，飛檄三桂入衛京師，起用吳襄提督京營。六日，李自成陷宣府，太監杜勳投降，宣府巡撫朱之馮殉國。十三日，居庸關失守，總兵唐通、司禮太監杜之秩等迎降。十五日，大學士李建泰在真定投降，李自成部開始包圍北京。三月十六日，昌平失守。期間，蔣德璟、范景文、李邦華、李明睿、倪元璐、項煜、史可法、姜曰廣等大臣累疏請求崇禎帝南遷、或派太子朱慈烺到南京撫軍監國，但遭到給事中光時亨所阻，最後意見都沒有被採用。
三月十七日，李自成軍圍攻北京城，崇禎帝把防務全數委任太監負責，他人不得過問。三月十八日，李自成軍以飛梯攻西直、平則、德勝諸門，守軍或逃、或降。下午，曹化淳開彰儀門（一說十八日，賊攻廣寧門急，群回倡亂開門，外城遂陷。次日，賊自東直門角樓緣城而上，大城遂陷。一說是十九日王相堯開宣武門，另張縉彥守正陽門，朱純臣守朝陽門，一時俱開，二臣迎門拜賊，賊登城，殺兵部侍郎王家彥於城樓，刑部侍郎孟兆祥死於城門下），李自成軍攻入北京。太監王廉急告皇帝，崇祯帝在宫中饮酒长叹：“苦我民尔！”太監張殷勸皇帝投降，被一劍刺死。崇祯帝命人分送太子、永王、定王到勳戚周奎、田弘遇家。又逼周自杀，手刃袁妃（未死）、長平公主（未死）、昭仁公主。

### 自缢殉國

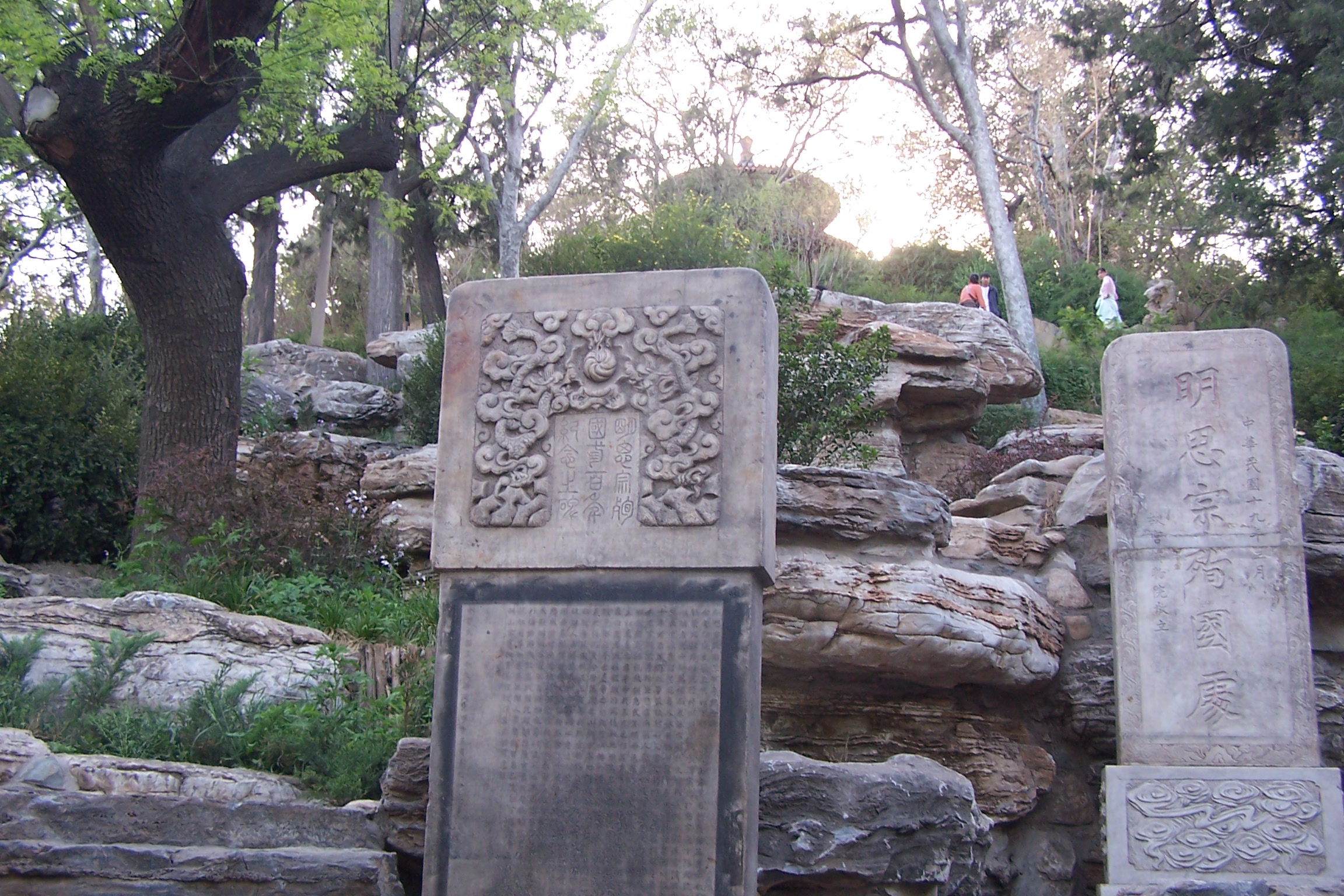
景山的崇祯帝殉國處建有碑文

三月十九日拂曉，大火四起，城外已经是火光映天。此時天色将明，崇祯在前殿鸣钟召集百官，却无一人前来，崇祯帝說：“诸臣误朕也，国君死社稷，二百七十七年之天下，一旦弃之，皆为奸臣所误，以至于此。”最後在景山老歪脖子树上自缢身亡，死时光着左脚，右脚穿着一只红鞋。死於崇禎甲申三月十九日丑時，时年33岁。身边仅有提督太监王承恩陪同。上吊死前于蓝色袍服上大书其遺詔（王世德則指遺詔放在乾清宮玉幾，並非寫在衣前）：
|  | “朕自登極（或作登基）十有七年，虽朕凉德藐躬（或作薄德匪躬），上干天咎（或作天譴、天怒），致逆贼直逼京师，然皆诸臣之误朕也。朕死无面目见祖宗于地下，自去冠冕，以髮覆面。任贼分裂朕尸，勿伤百姓一人。” |

而據親歷甲申之變，長期任職侍奉大內的楊士聰在《甲申核真略》則有不同記載：
|  | “二十二日，賊搜得先帝遺弓於後園山子中，與王承恩對面縊焉。衣袖墨書一行云：「因失江山，無面目見祖宗，不敢終於正寢。」又一行云：「百官俱赴東宮行在。」此余聞之周中官自內出親見之者。嗚呼，痛哉！此天崩地裂之變，所為涕淚千秋者也。周問余：「何謂『行在』？」余云：「車駕所在。」坊刻謬撰血詔，及稱「寧裂朕屍」，皆非也。「赴行在」語，謂東宮既托成國，或成國護之以出，故令百官赴之耳。坊刻稱「盡殺百官，無殺百姓」，不知何據？此淺夫憤激之言，非先帝之言也。” |

三月二十一日，崇禎帝屍體被發現，大順軍將崇祯帝與周皇后的梓宮移出東華門外，後來移至佛庵中命僧人誦經，諸人不得入。四月初三日，葬崇禎帝后於原來田貴妃的園寢墳中，後來又允許投降的諸臣前往送葬，惟當時諸臣送葬者人數不多，“諸臣哭拜者三十人，拜而不哭者六十人，餘皆睥睨過之”，只有主事劉養貞極其悲痛。
崇祯帝死後，自杀官員有户部尚书倪元璐、工部尚书范景文、左都御史李邦华、左副都御史施邦曜、协理京营兵部右侍郎王家彦、大理寺卿凌义渠、太常寺卿吳麟徵、左中允刘理顺、刑部右侍郎孟兆祥、前戶科都給事中吳甘來、武庫主事成德、兵部主事金鉉、左諭德马世奇、檢討汪偉、右庶子周鳳翔、太僕寺丞申佳胤、吏部員外郎許直、戶部員外郎寧承烈、光禄寺署丞于腾雲、副兵馬使姚成、中書舍人宋天顯，滕之所、阮文貴、監察御史王章、陳良謨、陳纯德、經歷張應選，順天府知事陈貞達等、外戚如驸马都尉巩永固、新樂伯劉文炳、惠安伯張慶臻、宣城伯衛時春，錦衣衛都指揮使王國興自殺，太监自杀者以百计，战死在千人以上。宫女自杀者三百余人。绅生生员等七百多家举家自杀。四月四日，昌平州吏趙一桂等人將崇禎與皇后葬入昌平縣田貴妃的墓穴之中，清朝以“帝禮改葬，令臣民為服喪三日，諡曰莊烈愍皇帝，陵曰思陵”。

## 廟諡號及陵寢

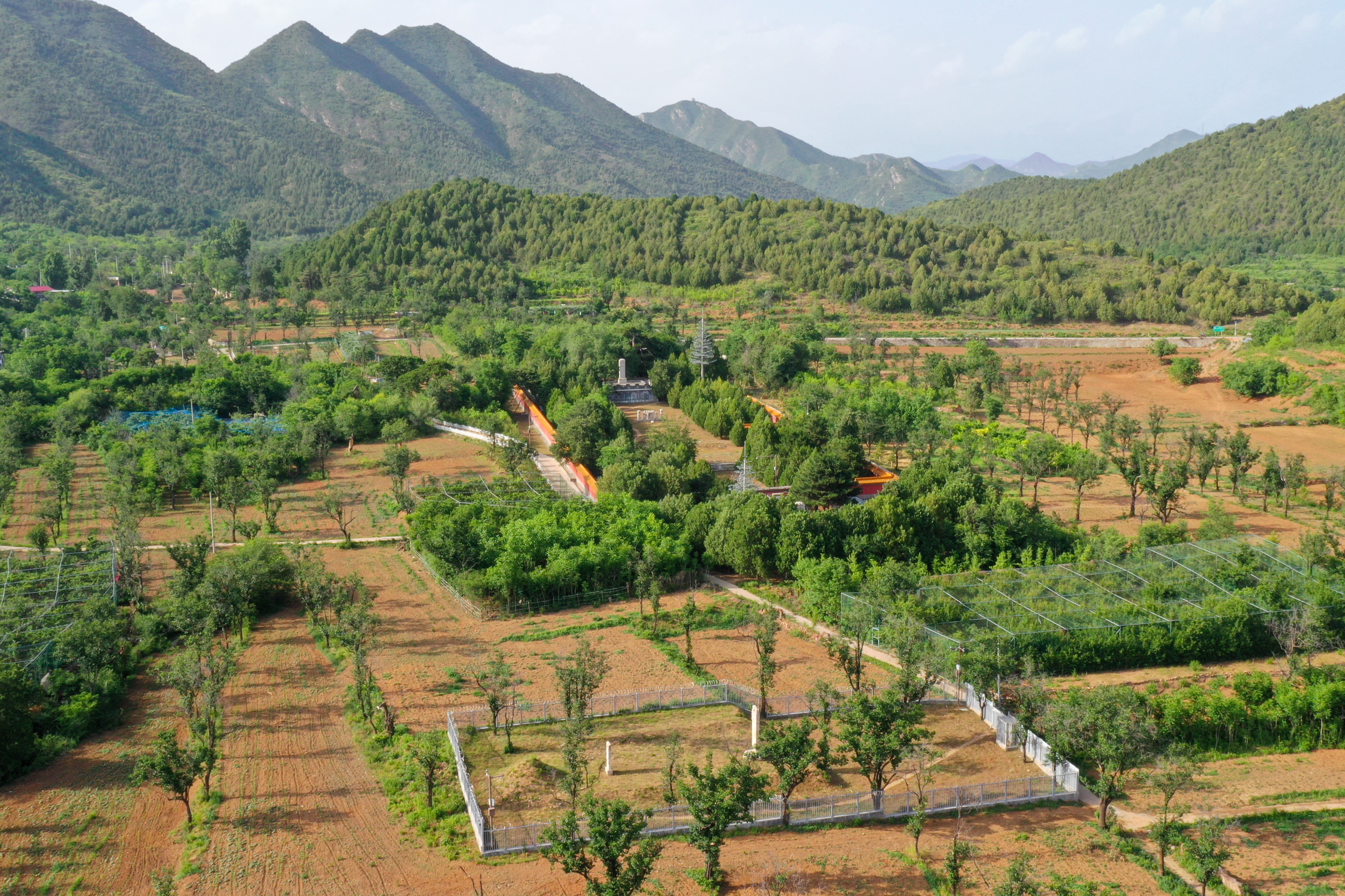
明思陵，相较明十三陵其它帝陵，思陵规制最小。王承恩墓陪葬在左下

順治元年五月初六日，攝政多爾袞以李明睿為禮部侍郎，負責大行皇帝的諡號祭葬事宜，李擬上先帝諡號欽天守道敏毅敦儉弘文襄武體仁致孝端皇帝，廟號懷宗，并建議改葬梓宮。後因崇祯帝梓宮已入葬恭淑端惠靜懷皇貴妃的園寢，便不再遷葬，改田貴妃園寢為思陵。
順治十六年十一月，以“興朝諡前代之君，禮不稱宗”為由，去懷宗廟號，改諡莊烈愍皇帝，因而清代史書多簡稱為莊烈帝或明愍帝。
《欽定古今圖書集成·方輿彙編·職方典·順天府部雜錄十一》、《欽定日下舊聞考·卷一百三十七》、《讀禮通考·卷九十三》三書均引《肅松錄》和《北游紀方》，稱思陵神牌題為“大明欽天守道敏毅敦儉弘文襄武體仁致孝莊烈愍皇帝”，又引《北游紀方》稱思陵神主題為“大明懷宗欽天守道敏毅敦儉弘文襄武體仁致孝莊烈端皇帝”，又引《肅松錄》稱思陵立有“莊烈愍皇帝之陵”的石碑。《明詩綜·卷一》則稱神牌是由順治初年定的“一十六字”加上改書的“莊烈愍皇帝”組合而成。神主甚至又改“愍”字為“端”，並仍題廟號“懷宗”二字，可見康熙年間的思陵神牌和神主是由順治年間兩次加諡崇禎帝的廟諡號混雜而成。《崇禎長編·卷一》作“果毅敦儉弘文襄武體仁致孝莊烈愍皇帝”，當是清廷所給諡號在傳抄中產生了訛誤。
南明安宗之大臣張慎言初議崇禎帝之廟諡號為“烈宗敏皇帝”，高弘图拟庙号“思宗”，顧錫疇議廟號“乾宗”。赵之龙上疏弹劾高弘图议庙号之失，称“思为下谥”。顧錫疇又拟庙号正宗，但未被採用。最終在崇禎十七年六月定先帝谥號為紹天繹道剛明恪儉揆文奮武敦仁懋孝烈皇帝，庙号思宗。 
弘光元年李清上疏请改思宗庙号，多次上疏皆被駁回。管紹寧擬“敬宗”和“毅宗”兩號備選，同時又有人上疏請求改為“烈宗正皇帝”。弘光元年二月丙子改上廟號毅宗，谥号未改。唐王监国，改思宗為威宗。

## 人事任命

### 宰輔
| - 施鳳來 - 張瑞圖 - 李國普 - 來宗道 - 楊景辰 - 周道登 - 錢龍錫 - 韓爌 - 李標 - 劉鴻訓 | - 成基命 - 周延儒 - 何如寵 - 錢象坤 - 溫體仁 - 孫承宗 - 文震孟 - 吳宗達 - 鄭以偉 - 徐光啟 | - 錢士升 - 何吾騶 - 王應熊 - 張至發 - 黃士俊 - 孔貞運 - 林釬 - 賀逢聖 - 劉宇亮 | - 傅冠 - 薛國觀 - 程國祥 - 楊嗣昌 - 方逢年 - 蔡國用 - 范復粹 - 姚明恭 - 張四知 - 魏炤乘 | - 謝陞 - 陳演 - 魏藻德 - 黃景昉 - 吳甡 - 李建泰 - 方岳貢 - 范景文 - 邱瑜 |

### 將領
- 盧象昇
- 孫傳庭
- 吳三桂
- 丁启睿
- 袁崇煥
- 洪承畴
- 左良玉
- 高杰
- 刘泽清
- 秦良玉
- 官重光
- 曹文詔

### 宦官
- 魏忠賢：司禮監秉筆太監，權宦，人稱九千歲，在崇禎早年伏誅。
- 張彝憲：司禮太監。驕縱頗受寵信。
- 劉元斌：崇禎時，任監軍太監。在南陽之戰大敗後率軍先逃，縱軍大掠，後被彈劾而伏誅[167]。
- 高起潛：在內侍中，以知兵稱。崇禎末年任關、薊、寧遠監軍太監，後來棄關遁走，又在江南投降大清[168]。
- 杜勳，崇禎末年任宣府監軍太監，後來暗通李自成開城迎降，曾勸崇禎帝遜位投降，並在大內對其他太監宣傳李自成軍勢，又說「吾黨富貴自在也！」[169]。
- 申芝秀：崇禎時，為守陵太監，後來在昌平投降李自成，曾勸崇禎帝遜位投降[170]。
- 杜之秩：崇禎末年任居庸關監軍，後來隨唐通向李自成投降，并為李自成軍隊引導搜索崇禎帝[171]。
- 王德化：崇禎時，為司禮太監，後來開德勝門迎降李自成[172][173]。
- 王相堯：崇禎末年任守門太監，開宣武門向李自成投降[174]。
- 方正化：崇禎時，為司禮太監。崇禎末年任真定、保定監軍太監，城陷時，雖擊殺數十人，仍遭砍殺身亡。
- 王承恩：曹化淳名下，累官司禮監秉筆太監。隨崇禎皇帝自縊其下。
- 王之心：崇禎末年舊東廠提督、司禮監掌印太監，後居家閒住[175]。崇禎帝以其家最富，請求他捐銀助餉，但之心以家貧僅輸一萬兩。後來一說被李自成拷夹錢財而死[176][177]，一說在家缢死殉國[178]。
- 王永祚：崇禎朝宦官。崇禎末年時獻銀一百萬於李自成賄脫免死[179]。
- 曹化淳：崇禎朝宦官。一說崇禎末年開彰義門向李自成投降[180]，一說崇禎末年時已告老還鄉不在北京。
- 栗宗周：崇禎朝宦官。崇禎末年時，負責照料太子與諸王出逃。但城破後他把太子等獻給李自成[181]，并獻銀三萬兩免死賄脫[182]。

## 人物評價
崇祯皇帝和其他朝代的亡國之君不同，是一個被普遍同情的皇帝，崇祯通过勤政，力圖挽救明朝祖輩皇帝的過失。崇禎帝即位的时候，正值國家內憂外患之際，內有黃土高原上百萬農民造反，外有滿洲鐵騎虎視耽耽，崇禎元年（1628年）陕西镇的兵饷积欠到30多月，次年二月延绥、宁夏、固原三镇皆告缺饷达36月之久，加上崇禎帝個人才幹不高，在內外交困之下最終無力回天，明朝灭亡。 
推翻明朝的李自成《登極詔》也說“君非甚闇，孤立而煬灶恆多；臣盡行私，比黨而公忠絕少。”
崇禎帝的性格相當複雜，在去除太监魏忠賢時，表現得極為機智，但在處理袁崇煥将军一事，卻又表現得相當愚蠢，《明史》說他：「性多疑而任察，好刚而尚气。任察则苛刻寡恩，尚气则急遽失措。」
- 张岱认为「思宗焦心求治，旰食宵衣，恭俭辛勤，万机无旷。即古之中兴令主无以过之。」然而，他「惟务节省」，以至「九边军士数年无饷，体无完衣」；又「渴于用人，骤于行法」，以至「天下之人，无所不用。及至危及存亡之秋，并无一人为之分忧宣力。」[186]

- 《明史》評價崇禎帝：「帝承神、熹之後，慨然有為。即位之初，沈機獨斷，刈除奸逆，天下想望治平。惜乎大勢已傾，積習難挽。在廷則門戶糾紛，疆埸則將驕卒惰。兵荒四告，流寇蔓延。遂至潰爛而莫可救，可謂不幸也已。然在位十有七年，不邇聲色，憂勸惕勵，殫心治理。臨朝浩歎，慨然思得非常之材，而用匪其人，益以僨事。乃復信任宦官，布列要地，舉措失當，制置乖方。祚訖運移，身罹禍變，豈非氣數使然哉。迨至大命有歸，妖氛盡掃，而帝得加諡建陵，典禮優厚。是則聖朝盛德，度越千古，亦可以知帝之蒙難而不辱其身，為亡國之義烈矣。」

- 順治帝評價崇禎帝：「本朝入关定鼎，首为崇祯帝、后发丧，营建幽宫，为万古未闻之义举。」1657年，顺治谕工部曰：「朕念明崇祯帝孜孜求治，身殉社稷。若不急为阐扬，恐于千载之下，竟与失德亡国者同类并观，朕用是特制碑文一道，以昭悯恻。」谒崇祯陵的时候，顺治大呼说：「大哥大哥，我与若皆有君无臣[187]。」顺治对崇祯的书法更是高度赞赏。史书记载，僧弘觉向顺治索字，顺治说：「朕字何足尚，崇祯帝乃佳耳。」说完叫人一并拿来八九十幅崇祯的字，一一展示，“上容惨戚，默然不语”。看完了，顺治说：「如此明君，身婴巨祸，使人不觉酸楚耳。」又说：「近修《明史》，朕敕群工不得妄议崇祯帝。」顺治的话，连弘觉都给感动了：「先帝何修得我皇为异世知己哉！」顺治写给崇祯的碑文是：「庄烈悯皇帝励精图治，宵旰焦心，原非失德之主。良由有君无臣，孤立于上，将帅拥兵而不战，文吏噂沓而营私。……逮逆渠犯阙，国势莫支，帝遂捐生以殉社稷。……[188]」

- 談遷《國榷》稱：“先帝（崇禎）之患，在於好名而不根于實，名愛民而適痡之，名聽言而適拒之，名亟才而適市之；聰于始，愎于終，視舉朝無一人足任者，柄托奄尹，自貽伊戚，非淫虐，非昏懦，而卒與桀、紂、秦、隋、平、獻、恭、昭並日而語也，可勝痛哉！”

- 歷史學家孟森說：“思宗而在萬曆以前，非亡國之君；在天啟之後，則必亡而已矣！”。崇祯帝雖有心為治，卻無治國良方，以致釀成亡國悲劇，未必無過。孟森也說崇祯帝“苛察自用，無知人之明”、“不知恤民”。崇祯帝用人不彰、疑心過重、馭下太嚴，史稱“崇禎五十相”（在位十七年，更換五十位內閣大學士、首輔）[註 7]，卻加速了明王朝的覆亡。

- 鎖綠山人在《明亡述略》中評價崇禎帝，“莊烈帝勇於求治，自異此前亡國之君。然承神宗、熹宗之失德，又好自用，無知人之識。君子修身齊家，宜防好惡之癖，而況平天下乎？雖當時無流賊之蹂躪海內，而明之亡也決矣。”

- 南明大臣則把崇禎帝抬舉到千古聖主的地步，如禮部侍郎余煜在議改崇禎帝廟號時說：“先帝（崇禎帝）英明神武，人所共欽，而內無聲色狗馬之好，外無神仙土木之營，臨難慷慨，合國君死社稷之義。千古未有之聖主，宜尊以千古未有之徽稱。”[189]

- 康熙帝認為崇禎帝的複雜性格與其成長環境有關：“明季所行，多迂闊可笑。建極殿後階石，高厚數丈，方整一塊，其費不貲，採買搬運至京，不能舁入午門，運石太監參奏此石不肯入午門，乃命將石捆打六十御棍。崇禎嘗學乘馬，兩人執轡，兩人捧鐙，兩人扶秋，甫乘，輒已墜馬，乃責馬四十，發苦驛當差。馬猶有知識，石何所知？如此舉動，豈不發噱？總由生於深宮，長於阿保之手，不知人情物理故也。”[190]

## 家庭
| \| \| \| \| \| \| \| \| \| \| \| \| \| \| \| \| \| \| \| \| 高祖父：世宗肃皇帝朱厚熜 \| \| \| \| \| \| \| \| \| \| \| \| \| \| \| \| \| \| \| \| \| \| \| \| \| \| \| \| \| \| \| \| \| \| \| \| \| \| \| \| \| \| \| \| \| \| \| \| \| \| \| \| \| \| 曾祖父：穆宗莊皇帝朱载坖 \| \| \| \| \| \| \| \| \| \| \| \| \| \| \| \| \| \| \| \| \| \| \| \| \| \| \| \| \| \| \| \| \| \| \| \| \| \| \| \| \| \| \| \| \| \| \| \| \| \| \| \| \| \| 高祖母：（追尊）孝恪皇后杜氏 \| \| \| \| \| \| \| \| \| \| \| \| \| \| \| \| \| \| \| \| \| \| \| \| \| \| \| \| \| \| \| \| \| \| \| \| \| \| \| \| \| \| \| \| \| \| \| \| \| \| \| \| \| \| 祖父：神宗显皇帝朱翊钧 \| \| \| \| \| \| \| \| \| \| \| \| \| \| \| \| \| \| \| \| \| \| \| \| \| \| \| \| \| \| \| \| \| \| \| \| \| \| \| \| \| \| \| \| \| \| \| \| \| \| \| \| \| \| 外高祖父：武清伯李伟 \| \| \| \| \| \| \| \| \| \| \| \| \| \| \| \| \| \| \| \| \| \| \| \| \| \| \| \| \| \| \| \| \| \| \| \| \| \| \| \| \| \| \| \| \| \| \| \| \| \| \| \| \| \| 曾祖母：孝定皇太后李氏 \| \| \| \| \| \| \| \| \| \| \| \| \| \| \| \| \| \| \| \| \| \| \| \| \| \| \| \| \| \| \| \| \| \| \| \| \| \| \| \| \| \| \| \| \| \| \| \| \| \| \| \| \| \| 外高祖母：武清伯夫人 \| \| \| \| \| \| \| \| \| \| \| \| \| \| \| \| \| \| \| \| \| \| \| \| \| \| \| \| \| \| \| \| \| \| \| \| \| \| \| \| \| \| \| \| \| \| \| \| \| \| \| \| \| \| 父：光宗贞皇帝朱常洛 \| \| \| \| \| \| \| \| \| \| \| \| \| \| \| \| \| \| \| \| \| \| \| \| \| \| \| \| \| \| \| \| \| \| \| \| \| \| \| \| \| \| \| \| \| \| \| \| \| \| \| \| \| \| 外曾祖父：（追赠）永宁伯王朝寀 \| \| \| \| \| \| \| \| \| \| \| \| \| \| \| \| \| \| \| \| \| \| \| \| \| \| \| \| \| \| \| \| \| \| \| \| \| \| \| \| \| \| \| \| \| \| \| \| \| \| \| \| \| \| 祖母：（追尊）孝靖皇太后王氏 \| \| \| \| \| \| \| \| \| \| \| \| \| \| \| \| \| \| \| \| \| \| \| \| \| \| \| \| \| \| \| \| \| \| \| \| \| \| \| \| \| \| \| \| \| \| \| \| \| \| \| \| \| \| 外曾祖母：（追赠）永宁伯夫人葛氏 \| \| \| \| \| \| \| \| \| \| \| \| \| \| \| \| \| \| \| \| \| \| \| \| \| \| \| \| \| \| \| \| \| \| \| \| \| \| \| \| \| \| \| \| \| \| \| \| \| \| \| \| \| \| 思宗烈皇帝朱由檢 \| \| \| \| \| \| \| \| \| \| \| \| \| \| \| \| \| \| \| \| \| \| \| \| \| \| \| \| \| \| \| \| \| \| \| \| \| \| \| \| \| \| \| \| \| \| \| \| \| \| \| \| \| \| 外祖父：（追封）瀛国公刘应元 \| \| \| \| \| \| \| \| \| \| \| \| \| \| \| \| \| \| \| \| \| \| \| \| \| \| \| \| \| \| \| \| \| \| \| \| \| \| \| \| \| \| \| \| \| \| \| \| \| \| \| \| \| \| 母：（追尊）孝纯皇太后刘氏 \| \| \| \| \| \| \| \| \| \| \| \| \| \| \| \| \| \| \| \| \| \| \| \| \| \| \| \| \| \| \| \| \| \| \| \| \| \| \| \| \| \| \| \| \| \| \| \| \| \| \| \| \| \| 外祖母：（追封）瀛国太夫人徐媪 \| \| \| \| \| \| \| \| \| \| \| \| \| \| \| \| \| \| \| \| \| \| \| \| \| \| \| \| \| \| \| \| \| \| \| \| \| \| \| \| \| \| \| \| \| \| \| \| \| \| \| \| |                                  |  |  |  |  |  |  |  |  |  |  |  |  |  |  |  |
| |                                  |  |  |  |  |  |  |  |  |  |  |  |  |  |  |  |
| | 高祖父：世宗肃皇帝朱厚熜         |  |  |  |  |  |  |  |  |  |  |  |  |  |  |  |
| |                                  |  |  |  |  |  |  |  |  |  |  |  |  |  |  |  |
| |                                  |  |  |  |  |  |  |  |  |  |  |  |  |  |  |  |
| | 曾祖父：穆宗莊皇帝朱载坖         |  |  |  |  |  |  |  |  |  |  |  |  |  |  |  |
| |                                  |  |  |  |  |  |  |  |  |  |  |  |  |  |  |  |
| |                                  |  |  |  |  |  |  |  |  |  |  |  |  |  |  |  |
| | 高祖母：（追尊）孝恪皇后杜氏     |  |  |  |  |  |  |  |  |  |  |  |  |  |  |  |
| |                                  |  |  |  |  |  |  |  |  |  |  |  |  |  |  |  |
| |                                  |  |  |  |  |  |  |  |  |  |  |  |  |  |  |  |
| | 祖父：神宗显皇帝朱翊钧           |  |  |  |  |  |  |  |  |  |  |  |  |  |  |  |
| |                                  |  |  |  |  |  |  |  |  |  |  |  |  |  |  |  |
| |                                  |  |  |  |  |  |  |  |  |  |  |  |  |  |  |  |
| | 外高祖父：武清伯李伟             |  |  |  |  |  |  |  |  |  |  |  |  |  |  |  |
| |                                  |  |  |  |  |  |  |  |  |  |  |  |  |  |  |  |
| |                                  |  |  |  |  |  |  |  |  |  |  |  |  |  |  |  |
| | 曾祖母：孝定皇太后李氏           |  |  |  |  |  |  |  |  |  |  |  |  |  |  |  |
| |                                  |  |  |  |  |  |  |  |  |  |  |  |  |  |  |  |
| |                                  |  |  |  |  |  |  |  |  |  |  |  |  |  |  |  |
| | 外高祖母：武清伯夫人             |  |  |  |  |  |  |  |  |  |  |  |  |  |  |  |
| |                                  |  |  |  |  |  |  |  |  |  |  |  |  |  |  |  |
| |                                  |  |  |  |  |  |  |  |  |  |  |  |  |  |  |  |
| | 父：光宗贞皇帝朱常洛             |  |  |  |  |  |  |  |  |  |  |  |  |  |  |  |
| |                                  |  |  |  |  |  |  |  |  |  |  |  |  |  |  |  |
| |                                  |  |  |  |  |  |  |  |  |  |  |  |  |  |  |  |
| | 外曾祖父：（追赠）永宁伯王朝寀   |  |  |  |  |  |  |  |  |  |  |  |  |  |  |  |
| |                                  |  |  |  |  |  |  |  |  |  |  |  |  |  |  |  |
| |                                  |  |  |  |  |  |  |  |  |  |  |  |  |  |  |  |
| | 祖母：（追尊）孝靖皇太后王氏     |  |  |  |  |  |  |  |  |  |  |  |  |  |  |  |
| |                                  |  |  |  |  |  |  |  |  |  |  |  |  |  |  |  |
| |                                  |  |  |  |  |  |  |  |  |  |  |  |  |  |  |  |
| | 外曾祖母：（追赠）永宁伯夫人葛氏 |  |  |  |  |  |  |  |  |  |  |  |  |  |  |  |
| |                                  |  |  |  |  |  |  |  |  |  |  |  |  |  |  |  |
| |                                  |  |  |  |  |  |  |  |  |  |  |  |  |  |  |  |
| | 思宗烈皇帝朱由檢                 |  |  |  |  |  |  |  |  |  |  |  |  |  |  |  |
| |                                  |  |  |  |  |  |  |  |  |  |  |  |  |  |  |  |
| |                                  |  |  |  |  |  |  |  |  |  |  |  |  |  |  |  |
| | 外祖父：（追封）瀛国公刘应元     |  |  |  |  |  |  |  |  |  |  |  |  |  |  |  |
| |                                  |  |  |  |  |  |  |  |  |  |  |  |  |  |  |  |
| |                                  |  |  |  |  |  |  |  |  |  |  |  |  |  |  |  |
| | 母：（追尊）孝纯皇太后刘氏       |  |  |  |  |  |  |  |  |  |  |  |  |  |  |  |
| |                                  |  |  |  |  |  |  |  |  |  |  |  |  |  |  |  |
| |                                  |  |  |  |  |  |  |  |  |  |  |  |  |  |  |  |
| | 外祖母：（追封）瀛国太夫人徐媪   |  |  |  |  |  |  |  |  |  |  |  |  |  |  |  |
| |                                  |  |  |  |  |  |  |  |  |  |  |  |  |  |  |  |
| |                                  |  |  |  |  |  |  |  |  |  |  |  |  |  |  |  |

### 后妃
1. 孝節貞肅淵恭莊毅奉天靖聖烈皇后周氏，1644年明亡之際依崇禎帝之命，在坤寧宮自盡而死。清順治帝諡周皇后為孝敬貞烈慈惠莊敏承天配聖端皇后，與崇禎帝同葬田貴妃寢園，即明十三陵的思陵。順治十六年十一月，改諡周皇后為莊烈愍皇后，而弘光帝則追諡為孝節貞肅淵恭莊毅奉天靖聖烈皇后。
2. 皇貴妃田氏，1642年病死。諡恭淑端惠靜懷皇貴妃[註 8]，葬昌平天寿山思陵。
3. 貴妃袁氏，1644年明朝亡國之際，依崇禎帝命自縊卻未死，清朝入關後因其為崇禎帝最後的遺孀，得到清廷之哀憐與尊重，並由清廷贍養其終身。
4. 順妃王氏，原為選侍。
5. 沈妃[191]
6. 王妃（第一）[191]
7. 王妃（第二）[191]
8. 劉妃[191]
9. 方妃[191]
10. 尤妃[192]
11. 范選侍，拜田貴妃為師學琴[193]。
12. 薛選侍，拜田貴妃為師學琴[193]。
13. 養豔姬，原為宮中樂女，明亡後出家為道姑[194][195]。
14. 藺婉玉，太監藺卿之姪女，原為宮中樂女，明亡後出家為道姑[194][195]。
15. 青霞女子，崇祯末年居住在青霞居后宫女子的统称，明亡时逃到乾清宫之乾西婢女居所自焚而死。

### 兄弟
1. 熹宗朱由校
2. 简怀王朱由㰒
3. 齐思王朱由楫
4. 怀惠王朱由模
5. 湘怀王朱由栩
6. 惠昭王朱由橏

### 子女

#### 子
1. 獻愍太子朱慈烺，母孝节烈皇后周氏，崇禎二年（1629年）二月初四日生，在李自成敗退時不知所終。
2. 懷隱王朱慈烜，母孝节烈皇后周氏，崇禎二年十二月初三生，不久薨，崇禎三年二月初二日命禮部定諡號追封，崇禎五年正月二十二日葬於翠微山之原[196]。
3. 定哀王朱慈炯，母孝节烈皇后周氏，1644年不知所終。
4. 永悼王朱慈炤，母恭淑端惠静怀皇贵妃田氏，1644年不知所終。
5. 悼靈王朱慈煥（1633年－1637年），母恭淑端惠静怀皇贵妃田氏，崇禎帝第五子。民間所謂「朱三太子」，則是將朱慈煥誤當是朱慈炯，傳言他活著，故清兵入關之後，許多人假借他的名義起事，意圖反清復明，造成清政府的統治難題。
6. 悼懷王朱慈燦，母恭淑端惠静怀皇贵妃田氏，崇禎十年生，崇禎十二年三月二十七日卒，追封悼懷王，同年九月十六日葬翠微山之原[197]。
7. 悼良王，母恭淑端惠静怀皇贵妃田氏，三歲殤[198]。

#### 女
1. 坤仪公主（名不詳）（？－？），母莊烈愍皇后周氏，早夭。
2. 坤兴公主即長平公主（名不詳）（1630－1646），周皇后所出。公主生母为王顺妃之说法实为1996年台湾作家林佩芬所写的《天问·明末春秋》一书中的杜撰情节，但后来却被多次引用。而公主年纪，“甲申年十六”的说法仅仅存在于《明史·公主傳》，其余史籍均作甲申年十五，并都写明为周皇后所出，與《崇禎長編》記錄公主生於「崇禎三年（1630年），中宮出」相符[199]。因此明史应是记错了公主年龄，公主实际应为1630年出生。
3. 昭仁公主（名不詳）（1639－1644），1644年被崇祯帝杀死。

餘三女皆早逝，无考。

## 轶事典故
崇禎帝將內庫曆朝諸銅器，盡發寶源局鑄錢。內有三代及宣德年間物，製造精巧絕倫，有商人不忍心舊器毀棄，每稱千斤願納銅二千斤。監督主事不敢，於是古器毀棄殆盡。
崇祯帝自經之后，在其身上的遗言旁边又有一行书曰：“文武百官全都到东宫行在去。”原来崇祯帝以为内阁诸臣已经看到了他所写的朱书，却不知道实际上内传将朱书送入内阁时，大臣们早已四散逃命了，内侍放在桌子上便走了，因而文武群臣并没有一个人知道此朱书。当初大内中有一间密室，看管的十分严密，相传其中有诚意伯劉伯溫所藏的秘记在内，说没有重大变故不能随意开启。到此时，事情紧迫，众人开启来看，看到是一副绘图三轴，最末一轴图像酷似崇祯帝模样，身穿白背心，光着左脚，披头散发悬在空中，与上吊后的崇祯帝的情况没有任何差别。
明代冯梦龙撰《燕都日记》记载，李自成攻陷北京前夕，大廈將傾之際，崇祯帝念及魏忠贤昔日的事功，在太监曹化淳建议下，收葬魏忠贤的遗骸于香山碧云寺（后于康熙四十年，即1701年被捣毁）。但根據「日侍先皇(崇禎帝)左右」的錦衣衞指揮僉事王世德著作《崇禎遺錄》考證，他指出「野史有上(崇禎帝)命收魏忠賢骸骨一事，荒謬不足致辨。」。時任左諭德的楊士聰也對此說予以反駁，他指出當時曹化淳早就閒住不在京城，崇禎皇帝又如何接受曹化淳面奏? 楊士聰稱這偽說是「一二逢迎時局者」所為。而且根據明朝宦官劉若愚的《酌中志—卷九正监蒙难纪略》，當中記載曹化淳正是被魏忠賢逼害的王安舊屬，因此魏忠賢得勢時間曹化淳也深受逼害，故而曹化淳為魏忠賢說情的可能性較低。

## 信仰
明朝文化三教合一，天子大都篤信佛教和道教，也力圖做儒家的弟子。崇禎年間，受徐光啟和湯若望的影響，皇帝對羅馬天主教有所了解。滿人屢次犯邊，流寇兵事又不寧靜。有人趁機勸說皇帝撤去宮內神像與佛像，改信耶穌。皇帝急于圖治，聞言有所動。後幾年，覺其言非是，又復崇儒（見1939年中華民國論文《崇禎帝之撤像及信仰》）。

## 文字作品

### 小說
- 胡長青《崇禎皇帝》
- 姚雪垠《李自成》

### 漫畫
- 你的帝國
- 挽明

## 影視形象

### 电视剧
| 影視作品                                                       | 飾演崇禎帝的演員 |
| -------------------------------------------------------------- | ---------------- |
| 1976年香港麗的電視RTV电视剧《十大刺客之費貞娥刺虎》            | 陳振華           |
| 1977年香港佳藝電視电视剧《碧血劍》                             | 馮淬帆           |
| 1977年香港TVB电视剧《民间传奇之帝女花》                        |                  |
| 1981年香港麗的電視RTV电视剧《武侠帝女花》                      | 张瑛             |
| 1981年韓國KBS大河剧《大命》                                    | 徐永進           |
| 1985年香港TVB出品电视剧《碧血剑》                              | 张英才           |
| 1987～1992年香港亚洲电视公司出版电视剧《满清十三皇朝之皇太极》 | 刘宗基           |
| 1987年中国大陆陳家林拍电视剧《袁崇煥》                         | 王志華           |
| 1988年香港电视剧《狂龙》                                       | 吕良伟           |
| 1989年台湾中视电视剧《陈圆圆》                                 | 許家荣           |
| 1992年台灣中视电视剧《一代皇后大玉兒》                         | 高沖霄           |
| 1993年台灣电视剧《大太監與小木匠》                             | 趙擎             |
| 1994年台湾电视剧《帝女花》                                     | 雷明             |
| 1995年香港电视剧《白发魔女传》                                 |                  |
| 1996年台湾电视剧《新龍門客棧》                                 | 郭晋安           |
| 1998年中国大陆張子恩拍电视剧《風雨一世情》                     | 劉新             |
| 1999年中国大陆陳偉田拍电视剧《袁崇煥傳》                       | 張東             |
| 2000年香港电视剧《碧血剑》                                     | 王伟             |
| 2001年中国大陆朱建新拍电视剧《魂断秦淮》                       | 谢东             |
| 2002年中国大陆王静拍电视剧《太极王》/《太极英雄》              | 罗刚             |
| 2003年香港电视剧《帝女花》                                     | 陈豪             |
| 2003年中国大陆陈家林拍电视剧《江山风雨情》                     | 李强             |
| 2005年中国大陆张黎拍电视剧《锦衣卫》                           | 王劲松           |
| 2005年中国大陆电视剧《明末风云Ⅰ江山风云》                      | 邓超             |
| 2006年中国大陆电视剧《明末风云Ⅱ谁主中原》                      | 聂远             |
| 2006年中国大陆电视剧《三滴血》                                 | 姚向阳           |
| 2007年中国大陆电视剧《碧血剑 》                                | 高虎             |
| 2006年中国大陆吴子牛拍电视剧《大明天下》                       | 宗峰岩           |
| 2008年中国大陆拍电视剧《秦淮悲歌》                             | 傅永凡           |
| 2009年中国大陆京剧《袁崇焕》                                   | 王志华           |
| 2010年中国大陆李翰韬拍电视剧《侠隐记》                         | 李彬             |
| 2012年中国大陆田少波拍电视剧《明珠游龙》                       | 刘淼淼           |
| 2018年中国大陆唐國強拍电视剧《袁崇焕》                         | 高梓淇           |

### 电影
| 影視作品                                       | 飾演崇禎帝的演員 |
| ---------------------------------------------- | ---------------- |
| 1959年及1976年版粤剧电影《帝女花》             | 靚次伯           |
| 1960年版粤剧电影《貞娥刺虎》                   | 張生             |
| 1984年中国大陆陳懷皚拍电影《雙雄會》           | 俞立文           |
| 1991年中国大陆戴家乐拍电影《秦淮八艳之陈圆圆》 | 韩剑嵘           |
| 2013年中国大陆王竞拍电影《大明劫》             | 余少群           |
| 2014年中国大陆路陽拍电影《繡春刀》             | 葉項明           |
| 2017年中国大陆路陽拍电影《繡春刀2：修羅戰場》  | 劉端端           |

### 引用
1. ↑  . 北京青年报. 2015-06-18. （原始内容存档于2021-01-02）.
2. ↑  清·王源，《居業堂文集》（卷19）：“聞之張景蔚親見烈皇帝神主題御諱字德約，行五，生於萬曆庚戌十二月二十四日寅時，崩於崇禎甲申三月十九日丑時。”
3. ↑  《明史 卷二十三 本纪第二十三》：“庄烈愍皇帝，讳由检，光宗第五子也，万历三十八年十二月生。母賢妃劉氏，早薨。天启二年，封信王。”
4. ↑  《明史 卷二十三 本纪第二十三》：“明年八月，熹宗疾大渐，召王入，受遗命。丁巳，即皇帝位。大赦天下，以明年为崇祯元年。”
5. ↑  《明史·本记第二十四》曰：“然在位十有七年，不迩声色，忧劝惕励，殚心治理。”
6. ↑  外在歸因：對於丟掉江山，崇禎皇帝自己怎麼說?
7. ↑  《明史 卷二十四 本纪第二十四》：己亥，李自成至宣府，监视太监杜勋降，巡抚都御史朱之冯等死之。癸卯，唐通、杜之秩降于自成，贼遂入关。甲辰，陷昌平。乙巳，贼犯京师，京营兵溃。丙午，日晡，外城陷。是夕，皇后周氏崩。丁未，昧爽，内城陷。帝崩于万岁山，王承恩从死。御书衣襟曰：“朕凉德藐躬，上干天咎，然皆诸臣误朕。朕死，无面目见祖宗，自去冠冕，以髮覆面。任贼分裂，无伤百姓一人。”
8. ↑  李芳瑶编著. . 济南：山东科学技术出版社. 2017.02: 62–63. ISBN 978-7-5331-8798-9.
9. ↑  杨艳丽编著. . 北京联合出版公司. 2018.10: 564. ISBN 978-7-5502-4729-1.
10. ↑  《明熹宗悊皇帝實錄卷之八十》:「庚寅，信王辭景府地租銀兩。得旨，覽王奏邊境多虞，軍需告匱，辭免寶坻等縣並塌河地租銀六千三百兩，具見共軫時艱，分猷國計，特允所辭，以遂忠悃。」
11. ↑  王世德《崇禎遺錄》:「上在信邸即有令名，衣冠不正，不見內侍。坐不欹倚，目不旁視，不疾言，不苟笑。」
12. ↑  《崇禎長編》:「帝初慮不為忠賢所容，深自韜晦，常稱病不朝承召。」
13. ↑  《大越史記全書》:「明熹宗崩，弟由檢卽位，改元崇禎。」
14. ↑  《明史》:「丁巳，即皇帝位。大赦天下，以明年為崇禎元年。」
15. ↑  《明季北略》:「十九日，魏忠賢與群臣議垂簾居攝，宰相施鳳來曰：居攝遠不可考，且學他不得。忠賢不悅而罷。諸臣請信王入視疾。」
16. ↑  《崇禎遺錄》:「熹宗大漸，上入內。忠勇營提督塗文輔，魏党也，帥兵護衛。後文輔告人曰，當日天命未改，魏忠賢不敢有逆謀，否則王之命懸於俄頃耳。」
17. ↑  談遷《國榷》(卷八十八)
18. ↑  《明史紀事本末 》(第七十二卷):「忠賢自出請王入，王危甚，袖食物以入，不敢食大官庖也。」
19. ↑  《明季北略》:「帝自袖𥻰糗以入，不嘗宮中食。」
20. ↑  《崇禎宮詞》:「懿安召上入繼大統，密戒云：「勿食宮中食。」上從周皇親家作麥餅，懷以自餉。」
21. ↑  《先撥志始》(卷六：欽定逆案):「帝既登極，所以優禮客、魏者一如熹宗，而信邸承奉盡易以新銜入內供事，約百餘人左右，皆信邸舊役矣。乃將逆賢名下用事諸奄李朝欽、裴有聲、王秉恭、吳光成、譚敬、裴芳等，次第准其乞休，逆賢羽翼斬次剪除矣。」
22. ↑  《崇禎長編》:「東廠太監魏忠賢辭任。溫旨不允。」
23. ↑  《明季北略》:「逆賢知敗，疏辭印務。上準閒住，遂奪司禮及廠印，發白虎殿守靈。後數日，疏辭公侯伯三爵。上準改。又疏繳進誥券田宅。著吏、戶、工三部查收。」
24. ↑  《明史.宦官傳》:「王素稔忠賢惡，深自儆備，其黨自危。楊所修、楊維垣先攻崔呈秀以嘗帝，主事陸澄原、錢元愨，員外郎史躬盛遂交章論忠賢。帝猶未發。於是嘉興貢生錢嘉徵劾忠賢十大罪：一並帝，二蔑后，三弄兵，四無二祖列宗，五剋削籓封，六無聖，七濫爵，八掩邊功，九朘民，十通關節。疏上，帝召忠賢，使內侍讀之。忠賢大懼，急以重寶啖信邸太監徐應元求解。應元，故忠賢博徒也。帝知之，斥應元。十一月，遂安置忠賢於鳳陽，尋命逮治。忠賢行至阜城，聞之，與李朝欽偕縊死。」
25. ↑  《崇禎長編》:「東安置太監魏忠賢於鳳陽。諭曰:朕聞去惡務盡，御世之大權，人臣無將，有位之烔戒。逆惡魏忠賢，先帝以左右微勞，稍假恩寵，忠賢不思盡忠報國，以酬隆遇專務逞私，植黨盜竊威福，革奪成妃李氏位號，含冤未雪，威偪裕妃張氏立致捐生。借旨將敢諫忠直之臣羅織削奪。又勾同心腹酷刑嚴栲，誣捏賍私，立斃多命。他若蹇諤斃於杖下，柔良殞於立枷，臣民重足，道路以目，而身受三爵，位崇五等，極人臣未有之榮，通同客氏表裡為奸。先帝彌留之時，猶叨恩晉秩，亡有紀極。賴祖宗在天之靈，天厭其惡，神奪其魄，罪狀畢露，本當寸殛，念梓宮在殯，姑置鳳陽，二犯家產籍沒入官。其濫冒宗戚俱烟瘴永戍。初帝神明自操，忠賢党盛莫發其奸，楊維垣首紏崔呈秀始自相携貳，猶未剌忠賢也。陸澄原錢元愨直罪忠賢，至錢嘉徵十大罪疏上，乃詳盡。忠賢不勝憤，哭訴于帝，不動。知信邸內監徐應元為帝所任，忠賢屈身事之，餽以異寶，結為兄弟，告以辭東廠印，應元果為間。至是始謫之，并籍其家，未幾并安置應元於顯陵。」
26. ↑  《李朝實錄》:「宦者魏忠賢，初配鳳陽，行至阜城，亦自縊死，幷其子良卿誅之，籍沒家財。」
27. ↑  《明史紀事本末》(第七十二卷):「十一月，魏忠賢、客氏伏誅罷。」
28. ↑  《崇禎實錄》(卷之一):「追卹故左都御史鄒元標、高攀龍、左副都御史楊漣、左僉都御史左光斗、工部尚書馮從吾、應天巡撫都御史周起元、諭德繆昌期、翰林檢討丁乾學、給事中吳國華、魏大中、太僕寺少卿周朝瑞、御史吳裕中、周宗建、黃尊素、李應升、夏之令、袁化中、吏部郎中蘇繼歐、員外郎周順昌、刑部員外郎張汶、工部郎中萬燝、陝西按察副使顧大章、揚州知府劉鐸，各贈廕有差。」
29. ↑  《崇禎長編》:「丁巳，諭吏部曰: 舊輔韓爌忠謨直節，淵識宏深，劻勷蹟著。方今時事多艱，有斯良弼，豈可長違禁地? 茲特從閣臣及臺省諸臣之請，以原官起用入閣，特正揆席，式資和燮之功。爾部即遣官至家敦請，刻期就用，副朕側席延佇至意。」
30. ↑  《明史.李標傳》:「莊烈帝嗣位，(李標)即家拜禮部尚書兼東閣大學士。崇禎元年三月入朝。」
31. ↑  《明史.錢龍錫傳》:「莊烈帝即位，以閣臣黃立極、施鳳來、張瑞圖、李國𣚴皆忠賢所用，不足倚，詔廷臣推舉，列上十人。帝仿古枚卜典，貯名金甌，焚香肅拜，以次探之，首得龍錫，次李標、來宗道、楊景辰。輔臣以天下多故，請益一二人，復得周道登、劉鴻訓，並拜禮部尚書兼東閣大學士。明年六月，龍錫入朝，立極等四人俱先罷，宗道、景辰亦以是月去。標為首輔，龍錫、鴻訓協心輔理，朝政稍清。」
32. ↑  《崇禎長編》:「袁崇煥起陞兵部尚書兼都察院右副都御史，出鎮行邊，督師薊遼、登萊、天津等處軍務，移駐關門。」
33. ↑  《崇禎長編》:「癸酉召廷臣及督師袁崇煥于平臺。帝慰勞崇煥甚至，崇煥銳然以五年復遼成功自許，慷慨請兵械轉餉，凡吏部用人、兵部指揮、戶部措餉、言路持論，俱與邊臣相呼應，始可成功。帝是之，命即出關紓遼民之望。閣臣因請撤回王之臣、滿桂，賜劍，賜之...是日賜崇煥酒饌」
34. ↑  《朝鮮王朝仁祖實錄》:「上曰："中朝政令如何？"霶曰："新皇帝，庚戌生也。人皆言，勵精圖治。且倚重袁崇煥，召見於便殿，慰諭備至，崇煥對曰：‘皇上假臣便宜，則五年而東夷可平，全遼可復。’皇上曰：‘苟能五年滅虜，朕不惜封侯之賞，卿其努力，以解天下倒懸之苦。’對曰：‘謹遵明旨，鐫之肺腑。’皇上特賜蟒龍衣、玉帶、銀幣云。」
35. ↑  《東林列傳》:「其秋，召起舊輔韓爌入為首揆，時方定附逆諸臣案，帝以委之爌與龍錫，爌為人端而厚，龍錫則謙而和，初僅列四五十人以請，帝不然之，再令窮治。爌龍錫又以數十人呈，帝怒其不稱旨，命分稱頌、贊導、速化三類，且云忠賢一人在內，亦何能為苟，非外庭逢迎豈遽至此？翼日，召閣臣入指黃袱所裹紅本，示之曰:「此皆媚璫實跡也」。爌等知帝意甚堅，乃網羅無遺，而逆案遂定。」
36. ↑  《明史.閹黨傳》:「方忠賢敗時，莊烈帝納廷臣言，將定從逆案。大學士韓爌、李標、錢錫不欲廣搜樹怨，僅以四五十人上。帝少之，令再議，又以數十人上。帝不懌，令以贊導、擁戴、頌美、諂附為目，且曰：「內侍同惡者亦當入。」爌等以不知內侍對，帝曰：「豈皆不知，特畏任怨耳。」閱日，召入便殿，案有布囊，盛章疏甚夥，指之曰：「此皆奸黨頌疏，可案名悉入。」爌等知帝意不可回，乃曰：「臣等職在調旨，三尺法非所習。」帝召吏部尚書王永光問之，永光以不習刑名對，乃詔刑部尚書喬允升、左都御史曹于汴同事，於是案名羅列無脫遺者。崇禎二年三月上之，帝為詔書頒示天下。」
37. ↑  《崇禎宮詞》:「上既處分魏奄，閣臣僅以四五十人為餘黨，列案以請。上諭以「稱頌贊導」速化為題，皆列入，閣臣以「外廷不知內事」對。閱日，上召閣臣入，先有黃袱累累，指示曰：「此皆紅本媚璫實跡也。」于是案所羅列者甚廣。」
38. ↑  《玉鏡新譚》(卷之八)(僅京城房產):「司禮監太監張邦治奏為恭進銀兩事，奉聖旨：這逆犯魏忠賢莊房變價銀三萬九千五百四十九兩九錢二分，著交進內庫，照數查收。其未完二處，俟完日另進。該部知道。」
39. ↑  《崇禎長編》:「崇禎元年十一月戊午朔，戶部疏報各撫按變價逆祠銀二萬五千五百三十八兩有奇。」
40. ↑  《崇禎長編》:「壬午。直隸廵按卓邁疏報，籍沒崔呈秀資產銀七萬一千二百四十七兩五錢、金三百四十三兩二錢、箱櫃三百零七件、書箱十三隻、房二十六所、討七百四十九間、田三百三十六頃。盖先期隱慝，所籍僅十之一。」
41. ↑  《崇禎長編》:「保定巡撫張鳳翼疏報，任丘縣籍沒田爾耕賍私銀十八萬四千八百六十兩、金花首飾杯盤等一百二十三兩、銀器等一千三百兩、銅錢二十四萬八千八百文、玉帶五十一、備金帶三條、金錢帶三條、質庫任丘七所、鄭州二所、住宅一所、五犀琥珀瑪瑙盃盤一百二十二件、珠冠一項。」
42. ↑  《崇禎長編》:「誅罪監李永貞，籍銀二十九萬金」
43. ↑  《崇禎長編》:「應天巡撫曹文衡奉旨開顧秉謙窖藏，令吳江知縣熊開元同崑山知縣李拯掘出銀四萬四百四十八兩五錢。除秉謙戶下應輸各年錢糧一千四百二十四三錢七分，餘者抵作崑山小民正項。帝令解工部用」
44. ↑  《崇禎長編》:「戶科給事中楊時化疏言，諸賢之廢錮，因崔魏而為...又如舊撫喬應申貪穢萬狀，止問賍銀一萬餘兩，不為追究，今雖訪冊已削其名，然如此類者尚不乏人...」
45. ↑  《崇禎長編》:「中書范汝植往南京守，催顧秉謙窖銀三萬八千八百餘兩，許志吉賍銀三萬二千三百九十餘兩...」
46. ↑  近代有學者認為明代末葉明神宗萬曆二十八年至崇祯帝崇禎十七年，進入中國歷史上第五個小冰河期，是中國歷史上最寒冷的時期。萬曆、天啟、崇禎年間，旱災變得越來越頻繁，大旱之年的比率也在增加。
47. ↑  《大明熹宗悊皇帝實錄卷之七十五》
48. ↑  畢自嚴《度支奏議》(遼餉不敷濟急無奇疏):「其出浮於歲入者，實該銀一百二十五萬二千五百餘兩... ”
49. ↑  《崇禎長編》:「副都御史管太僕寺事郭興治會同廵視京營科道查核常盈老庫及東西二庫，存貯銀僅一萬八千三百二十一兩...」
50. ↑  《大明熹宗悊皇帝實錄卷之七十八》:「(太倉庫)老庫一項，天啟三年間查盤除折耗並追陪外，實在銀八萬二千四百八十四兩...臣伏念積貯之府，所餘僅爾，匱乏之象深足驚心...」
51. ↑  《明熹宗悊皇帝實錄卷之八十六》:「太倉之歲入僅三百三十萬，而歲出該五百餘萬，臣思之而無策也。省直之歲徵僅三百三十萬，而九邊之歲支已該三百二十萬，臣思之而無策也...用財者日盛，生財者無門，而臣之伎倆窮矣...」
52. ↑  《大明熹宗悊皇帝實錄卷之七十一》:「總督薊遼閻鳴泰奏，據密雲縣申本月初六日巳時，地微震。初九日醜時複大震，數日之內兩次示警，甚為變異。且目下蝗蝻四出，盜賊橫行...」
53. ↑  《明熹宗悊皇帝實錄卷之七十二》:「今物力既拙，加派滋起，以致百姓流亡，盜賊充斥。」
54. ↑  《明熹宗悊皇帝實錄卷之八十二》:「應天巡撫毛一鷺言，三吳長江盜賊鴟張，海盜縱橫，又紛紛嘯聚...」
55. ↑  《明史本纪第二十二—熹宗》「六年，八月，陝西流賊起，由保寧犯廣元。九月，參將楊明輝齎敕招諭水西賊，被殺。十二月甲子，潯州賊殺守備蔡人龍。七年，三月戊子，澄城民變，殺知縣張斗耀。七月丁亥，海賊寇廣東。」
56. ↑  《大明熹宗悊皇帝實錄卷之七十九》「天啟六年十二月庚申，巡按直隸御史何早奏，今歲風水異常，至秋旱蝗肆虐，飢饉相望，盜賊蠭起，孟河一帶江海相連巨盜出沒...」
57. ↑  《明史.畢自嚴傳》「先是，忠賢亂政，邊餉多缺」
58. ↑  《崇禎長編》:「壬午，三邊搃督史永安，會同巡撫延綏岳和聲，巡按李應公合疏言，延餉積欠相因，自天啟元年以前至天啟七年，共欠一百五十餘萬，致使各路軍餉積欠至二十七個月。千里荒沙，数萬饑兵食不果腹，衣不覆体，盈庭騰訴，麾之不去，間有脫衣鞋而易一飽者，有持器具貿半菽者，有馬無芻牧而閉戶自經者，有餓難忍耐而剪髮鬻市者，枵腹之怨久釀，脫巾之変立生，此延鎮缺餉之難也...」
59. ↑  畢自嚴《度支奏議》(寧願兵變束躬待罪疏):「各邊舊餉亦有遲至十餘月...」
60. ↑  《崇禎長編》:「大學士李國𣚴上言，臣等連日接皇上發下各邊章奏，皆為軍士缺餉，自宣太迄陝西、延綏哀籲，雖不同地而告飢...近日臺頭軍鼓譟，寔以餉額不敷，而天津運價十数萬兩至今毫無措辨，亦可嘆矣。從來軍之苦什于百姓，而邊軍之苦又什于內軍人情。一日不再食則飢，各軍月粮、行粮既無可支給，勢必展轉稱貸，至于賣妻子、鬻衣甲以償，坐使銳氣耗于庚呼，雄心銷于枵腹...」
61. ↑  《崇禎長編》:「陝西廵撫胡廷宴疏言，臨鞏邊餉缺至五六年，數至二十餘萬。靖鹵邊堡缺二年三年不等，固鎮京運自萬曆四十七年至天啟六年，共欠銀十五萬九千餘兩。各軍始猶典衣賣箭，今則鬻子出妻，始猶沿街乞食，今則離伍潛迯，始猶沙中偶語，今則公然噪喊矣。乞將前欠銀兩速發，以奠危疆。報聞。」
62. ↑  《崇禎長編》:「倉塲總督戶部右侍郎南居益等疏言，九邊要害半在關中，故芻餉之需獨倍他省。邇因宇內多事，司農告匱，延綏寧固三鎮額糧缺至三十六月。去歲闔省荒旱，邊方斗米四錢，軍民交困，囂然喪其樂生之心，窮極思亂，大盜蜂起，刼殺之變在在見告...」
63. ↑  《明史.袁崇煥傳》「是月，川、湖兵戍寧遠者，以缺餉四月大噪，餘十三營起應之，縛繫巡撫畢自肅、總兵官朱梅、通判張世榮、推官蘇涵淳於譙樓上。」
64. ↑  《崇禎實錄》(卷之一)「甲申，遼東寧遠軍嘩；以軍糧四月不得發，因大噪，執巡撫右僉都御史 畢自肅。自肅嘗為奏請，戶部不之發」
65. ↑  《崇禎長编》(崇祯元年八月):「順天巡撫王應豸報，薊門飢軍于七月二十日鼓噪索餉，焚搶火藥。多方措處始克觧散，今雖歸伍，請先發欠餉三月，以安軍心。(崇禎帝)下所司速行」
66. ↑  《崇禎長编》:「薊鎮亂兵伏法，仍著將年例銀兩遵旨速發，以濟饑軍。」
67. ↑  《明史紀事本末》(第七十二卷崇禎治亂):「十月己丑，召廷臣于平臺，以錦州軍嘩，袁崇煥請餉疏示閣臣。」
68. ↑  《崇禎長编》:「 	己丑，召廷臣于文華殿，以錦州軍譁，袁崇煥請餉疏示閣臣，閣臣求允發，帝責戶部尚書畢自嚴，又曰:崇煥前請汰兵减餉，今何仍之乎? 兵部尚書王在晉曰: 减汰當來歲。閣臣請發二十萬金，禮部侍郎周延儒曰:關門昔防邊，今且防兵，前寧遠譁即餉之，今錦州效尤又餉之，倘九邊各倣視其何以應?」
69. ↑  《明史紀事本末》(第七十二卷崇禎治亂):「懷宗崇禎元年春正月，禁衣飾侈僭及婦女金冠袍帶等，從御史梁天奇之言也。」
70. ↑  王世德《崇禎遺錄》:「上恭勤節儉，勵精圖治。自神宗以來，膳羞日費萬余金，上命盡減，但存百分之一；舊制，冠袍靴履日一易，上命月一易。玉熙宮伶人，立命黜散。」
71. ↑  《崇禎宮詞》:「上御講筵，所御裡衣，袖微損，銜於外，上以手納之。講官某奏曰：衣之敝雖過於儉，然美德也，何必諱。」
72. ↑  《明季北略》:「烈皇帝勤政宵衣，三日一視朝，漏下四鼓，輒出御殿。」
73. ↑  王世德《崇禎遺錄》:「上雞鳴而起，夜分不寐，往往焦勞成疾，宮中從無宴樂事。」
74. ↑  《李朝實錄》:「新天子聰明邁古，十行之札，皆出宸翰，摠攬權綱，天下想望太平。」
75. ↑  王世德《崇禎遺錄》:「熹宗在位七年，將神宗四十餘年蓄積搜括無餘。兵興以來，帑藏空虛。」
76. ↑  《東林列傳》(卷十八):「夏五月，召對平臺，鴻訓以民生之困，由吏治茍且，請以久任為第一義，因薦南戶部尚書畢自嚴善治賦。兵部尚書王在晉善練兵，帝皆納用。」
77. ↑  《明實錄崇禎實錄》(卷之一):「乙酉，諭吏、戶、兵三部曰：『昨召對九卿、科道等官，輔臣劉鴻訓言「官員更調甚速，若不行久任之法，終鮮實效」；又云「海內役繁賦重，不可加派」。朕切思之：更調速，則民滋擾；官久任，則課成功。今後藩、臬、郡、邑，務擇人地相宜，俱如舊制。言官薦舉人才，不無過私市恩。吏部可以薦疏成冊，其後隳職僨事，舉主連坐。遼、黔兵事未結，加派已多；可將新、舊兵餉造簡明冊進呈。若有司私派，省直撫、按即行參處；三尺俱在，斷不爾貸。司農繫軍國命脈，非清嚴心計之臣，豈勝厥任！至所薦畢自嚴，才品兼優；如戶部尚書缺，可以自嚴領其職』。遂召自嚴為戶部尚書。」
78. ↑  《崇禎長編》:「起陞畢自嚴為戶部尚書」
79. ↑  《明史.畢自嚴傳》(卷十八):「崇禎元年，召拜(畢自嚴)戶部尚書。」
80. ↑  《明史志第五十四. 食貨五》:「崇禎初，關稅每兩增一錢，通八關增五萬兩。三年復增二錢，惟臨清僅半，而崇文門、河西務俱如舊。戶部尚書畢自嚴，議增南京宣課司稅額一萬為三萬。」
81. ↑  《崇禎長編》「戶科給事中瞿式耜言當神廟初年...原任兵部侍郎李邦華八面雄才，撫津實饒經濟，舉朝無不知之...」「夫良彥與李邦華熊明遇均負邊材...」
82. ↑  《明史·李邦華傳》
83. ↑  《大明熹宗悊皇帝實錄》(卷之八十一):「戶科給事中周希令疏言，臣考各邊有額兵，有額餉，乃籍伍半空，內外相冒。即宣府一鎮，部據紙上兵調一萬五千，鎮據見在兵止一萬一千。」
84. ↑  《大明熹宗悊皇帝實錄》(卷之八十一):「關內見兵不滿三萬，必足三萬始可為關外之後勁。關外則兵六萬餘，馬騾三萬八千餘，見在者俱未有此數(即107300的兵額)。」
85. ↑  陳建宏《軍糧供需與明清遼東戰爭（1618-1642）》
86. ↑  《崇禎長編》:「(王)洽奏近日甘肅廵撫梅之煥裁兵一千餘名，汰餉一萬餘兩，此是能汰者。上復舉崇道疏，末段毛文龍牽不成牽、掣不成掣，初謂非十五萬不可，自道臣王廷試勒令二萬八千就，裁去十二萬餘，若是文龍自裁，決不肯去一人等語...」
87. ↑  《朝鮮王朝仁祖實錄》:「且聞朝臣以毛帥冒餉，多有上本者。平臺召對時，適毛將遣使獻俘，皇上召兵部尙書問曰：‘文龍獻俘，似或非實。前者冒餉亦多，該部詳査以聞。’於是，黃戶部中色、王兵備廷式、孫軍門國楨皆曰：‘文龍有軍二萬六千，一年之餉，殆十餘萬，而不能收復遼陽一尺土，國家虛費至此，敕令兵部酌處。’云。毛帥若不得如前冒受糧餉，則其勢不得不責辦於我，前頭必有難處之患矣。」
88. ↑  《崇禎記聞錄》:「經略袁崇煥受閣臣錢龍錫之旨，巡歷其地，俟彼入謁軍門，執而斬之。聞錢公又受教於陳眉公，以為袪除海內一大蠹，為奇功秘計也。厥後部下之眾，投虜作崇，孔友德為禍尤烈，不能不歸咎首事云。」
89. ↑  王世德《崇禎遺錄》:「先是，袁崇煥密授大學士錢龍錫意旨，紿殺總兵毛文龍。」
90. ↑  陳建宏《軍糧供需與明清遼東戰爭（1618-1642）》
91. ↑  曾美芳《京師戒嚴與糧餉肆應：以崇禎己巳之變為中心的討論》,《明代研究》 23期 (2014/12) Pp. 91-125
92. ↑  《崇禎記聞錄》:「崇禎三年，北兵久屯永平等處，朝廷徵糧甚急，小民不勝敲撲之苦，因糧船未及修，各州縣俱封客船運糧河中，甚至封及游船，大為擾害。」
93. ↑  王世德《崇禎遺錄》:「先是，袁崇煥密授大學士錢龍錫意旨，紿殺總兵毛文龍，中軍何可剛曰：「是謂三不幸。」崇煥問之，曰：「生文龍，天不幸；用文龍，朝廷不幸；殺文龍，公不幸。」未幾，京師告警，崇煥入援，召對平臺，賜貂裘、䌽幣、銀牌。 兵屯畿南，一戰敗績，復召詰云：「爾擅殺大帥，以至今日。今又不能患禦績，則平日恢復之言何在？」命錦衣衛拿問。總兵何可剛、祖大壽聞之，引兵去。前巡捕營獲一木工，云崇煥謀反，以為諜，下鎮撫司勘。掌刑指揮李若璉鞫得其枉，奏之，復下錦衣衛以為寔。於是，喧嘩崇煥謀反，人人切齒。及行刑，百姓臠食其肉。 崇煥誤國之罪固無所逃，以為謀反則冤矣。」
94. ↑  《明史.袁崇煥傳》:「然都人驟遭兵，怨謗紛起，謂崇煥縱敵擁兵。朝士因前通和議，誣其引敵脅和，將為城下之盟。帝頗聞之，不能無惑。會我大清設間，謂崇煥密有成約，令所獲宦官知之，陰縱使去。其人奔告於帝，帝信之不疑。十二月朔再召對，遂縛下詔獄。大壽在旁，戰栗失措，出即擁兵叛歸。」
95. ↑  《明實錄崇禎實錄》(卷之二懷宗端皇帝二):「遼東兵潰。遼兵素感崇煥恩，滿桂與祖大壽又互相疑貳，大壽輙率兵歸寧遠，遠近大駭。」
96. ↑  王世德《崇禎遺錄》:「十一月，起大學士孫承宗以原官，兼兵部尚書，督兵駐通州...時袁崇煥被逮，關寧兵馬盡潰，承宗密調馬世龍撫諭之，又為祖大壽別白，上命移駐關門。十二月十四日抵關，人心乃定。大壽謁見，令所統騎步三萬於教場行誓師禮，遣死士沿海入報，中朝始知關寧無恙。」
97. ↑  王世德《崇禎遺錄》:「正月，孫承宗恢復四城，露布奏聞。上告廟，佈告中外，加承宗太傅，蔭一子錦衣衛指揮僉事，世襲。賜白金五千兩，服 一襲。自此關政一新。」
98. ↑  《明史.鄭三俊傳》:「京師被兵，大臣大獲譴。」
99. ↑  《明史.喬允升傳》:「二年冬，我大清兵薄都城，獄囚劉仲金等百七十人破械出，欲逾城，被獲。帝震怒，下允升及左侍郎胡世賞、提牢主事敖繼榮獄，欲置之死...允升端方廉直，揚歷中外，具有聲績，以詿誤獲重譴，天下惜之」
100. ↑  《明史.王洽傳》:「二年十月，我大清兵由大安口入，都城戒嚴。洽急征四方兵入衛，督師袁崇煥，巡撫解經傳、郭之琮，總兵官祖大壽、趙率教、滿桂、侯世祿、尤世威、曹鳴雷等先後至，不能拒，大清兵遂深入。帝憂甚，十一月召對廷臣。侍郎周延儒言：「本兵備禦疏忽，調度乖張。」檢討項煜繼之，且曰：「世宗斬一丁汝夔，將士震悚，強敵宵遁。」帝頷之，遂下洽獄，以左侍郎申用懋代。明年四月，洽竟瘐死。尋論罪，復坐大辟。」
101. ↑  《明史.韓爌傳》:「至十月，大清兵入畿甸，都城戒嚴。初，袁崇煥入朝，嘗與錢龍錫語邊事。龍錫，東林黨魁也，永光等謀因崇煥興大獄，可盡傾東林。倡言大清兵之入，由崇煥殺毛文龍所致。捷遂首攻龍錫，逐之。明年正月，中書舍人加尚寶卿原抱奇故由輸貲進，亦劾爌主款誤國，招寇欺君，郡邑殘破，宗社阽危，不能設一策，拔一人，坐視成敗，以人國僥倖，宜與龍錫並斥。其言主款者，以爌，崇煥座主也。帝重去爌，貶抱奇秩。無何，左庶子丁進以遷擢愆期怨爌，亦劾之，而工部主事李逢申劾疏繼上。爌即三疏引疾。詔賜白金彩幣，馳驛遣行人護歸，悉如彝典。」
102. ↑  《明史.畢懋良傳》:「會京師戒嚴，尚書張鳳翔以下皆獲罪，懋良得原，致仕去。」
103. ↑  《明史紀事本末 》(第七十二卷崇禎治亂)」
104. ↑  《李朝實錄》(崇禎元年，1628年):「新天子卽位後，多有改紀之事，引用士類，退斥魏宦之黨，朝著淸明云。」
105. ↑  《李朝實錄》(崇禎元年，1628年):「上(朝鮮仁祖)曰：新天子聖明云，中朝之事，大異於前耶？對曰：人皆稱皇帝聖明，而玉河館需索之事，倍於前日矣。」
106. ↑  《李朝實錄》(崇禎元年，1628年):「庚午/上(朝鮮仁祖)講《書傳》 《舜典》篇。講訖，引見登極使韓汝溭、副使閔聖徵、書狀官金尙賓等。上曰：新皇帝明聖云，中朝舊習頓變乎？汝溭曰：異於前所聞，凡錢貨皆入內庫，且過於察察云矣。聖徵曰：雖似察察，事多疎漏。關上軍兵，專不給餉，軍中遂作亂，袁帥來斬其魁，今則稍定云矣。上曰：天啓時，多有廢置之人，又多得罪者。今則盡令還朝乎？汝溭曰：有韓廣者，人皆倚重，而方廢黜于外。若起而用之，則必多更張，人皆望之云。上曰：中國以新皇帝比之天啓，則何如云耶？汝溭曰：豈可比於天啓乎？初政，先誅魏宦，人皆想望太平，今則漸不如初，故失望云矣。」
107. ↑  《明實錄崇禎實錄》(卷之二):「陝西巡撫都御史胡廷宴、延綏撫都御史岳和聲各奏洛川、淳化、三水、略陽、清水、成縣、韓城、宜君、中部、石泉、宜川、綏德、葭、耀、靜寧、潼關、陽平關、金鎮關諸處流賊恣掠。」
108. ↑  《明實錄崇禎實錄》(卷之二):「己巳，固原逃兵掠涇陽。」
109. ↑  《崇禎長編》:「尚書畢自嚴術窮點金，念切共濟，因邊餉不給，請旨會議...臣去歲曾具條陳禁革，今臣同官劉懋有十分裁六之請，深當聖心。從此驛逓庶有起色，但厘弊去其太甚，矯枉恐其過直，故去文存質之說，不無虎羊同鞟之歎，恐受裁之夫役無歸，未裁之支應愈苦...」
110. ↑  《明史.韓爌傳》:「時遼事急，朝議汰各鎮兵。又以兵科給事中劉懋疏，議裁驛卒。帝以問爌，爌言：「汰兵止當清占冒及增設冗兵爾。衝地額兵不可汰也。驛傳疲累，當責按臣核減，以蘇民困，其所節省，仍還之民。」帝然之。」
111. ↑  楊嗣昌《楊文弱先生集》:「流賊之禍，起於萬歷己未（四十七年，一六一九年）。遼東四 路進兵，三路大潰，於是杜松、王宣、趙夢麟部下之卒相率西逃。其時河南撫臣張我續、道臣王景邀擊之於孟津，斬首二十餘級，飛捷 上聞。於是不入潼關，而走山西以至延綏，不敢歸伍而落草。廟堂之上，初因遼事孔棘，精神全注東方，將謂陜西一偶（隅）不足深慮。不 期調援不止，逃潰轉多。饑饉薦臻，脅從彌眾。星星之火，至今十九年。」
112. ↑  計六奇，《明季北略》卷五
113. ↑  《明史.吳甡傳》:「奉命振延綏饑，因諭散賊黨」
114. ↑  吴甡：《柴庵疏集》，浙江古籍出版社，1989年，頁143
115. ↑  《明史.熊開元傳》:「時有令，有司征賦不及額者不得考選」
116. ↑  《明史.畢自嚴傳》:「有詔，縣令將行取者，戶部先核其錢穀。華亭知縣鄭友元已入為御史，先任青浦，逋金花銀二千九百。帝以詰戶部，自嚴言友元已輸十之七貯太倉。帝令主庫者核實，無有，帝怒責自嚴。自嚴飾詞辨，帝益怒，遂下自嚴獄，遣使逮友元。」
117. ↑  《明史紀事本末》(第七十二卷崇禎治亂):「十二月，時考選科道後，更核在任徵輸，於是戶部尚書畢自嚴下獄，熊開元、鄭友玄俱謫，吏科都給事顏繼祖上疏救。上切責之。自是考選將及，先核稅糧，不問撫字，專於催科，此法制一變也。」
118. ↑  《明史.湯開遠傳》
119. ↑  《明史紀事本末 》(第七十二卷崇禎治亂):「禮部右侍郎陳子壯嘗謁大學士溫體仁，體仁盛稱主上神聖，臣下不宜異同。」
120. ↑  陳盟《崇禎內閣行略》:「崇禎朝，閣臣久在，未有如體仁者，小心謹毖，兢兢自持，既與門戶不協，躭躭伺隙，遂絕私交，謝情面，一惟迎合上旨，以是上益推重之。」
121. ↑  王夫之《噩夢》:「溫體仁全師江陵之術而加甚焉，有戶書李待問者為之羽翼，乃令知推行取，府縣印官給由，皆行戶部，比較任內完欠，遂使牧民者唯鞭笞赤子為務，而究之逋負山積，激成大變，所謂「則何益矣」者，信矣。」
122. ↑  王世德《崇禎遺錄》:「自溫體仁入閣，票擬務從深刻，由此遂失人心。論者謂亡國之禍體仁釀之，良然。」
123. ↑  《明史.湯開遠傳》:「帝操切，溫體仁以刻薄佐之，上下囂然。」
124. ↑  《明史.陳龍正傳》:「時政尚綜核，中外爭為深文以避罪，東廠緝事尤冤濫。」
125. 1 2  《烈皇小識》
126. ↑  陈龙正《救荒策会》
127. ↑  《明史卷295·左懋第传》
128. ↑  周同，被瘟疫滅亡的明朝
129. ↑  抱阳生在《甲申朝事小计》卷6中提到崇祯十六年二月的北京城，“大疫，人鬼错杂。薄暮人屏不行。贸易者多得纸钱，置水投之，有声则钱，无声则纸。甚至白日成阵，墙上及屋脊行走，揶揄居人。每夜则痛哭咆哮，闻有声而逐有影”。
130. ↑  參考：《三千年疫情》及相關條目中國瘟疫史
131. ↑  《崇禎記聞錄》(卷二):「崇禎十四年辛巳正月，糙粟每石二兩二錢，冬粟二兩五錢...米價貴至每石一兩八錢，人心惶惶，途有餓莩。況疫癘盛行，有全家伏枕者，有數口中死亡過半者。二十七午後，蝗飛自西徂東，經時不絕，錢價愈減，物價倍增。鴨卵至十五文一枚，後加至二十三四文，真足駭人聽者，吳民之困苦極矣」
132. ↑  《崇禎記聞錄》(卷二):「崇禎十一年戊寅，自去冬少雨，逮經春歷夏，俱不雨，農夫不能插蒔，撫院張公命法官結壇玄妙觀，清晨率尾官躬往步禱，稍有微雨，未能沾足。小民竭曉夜桔槔之力，雖山田無救，而本疇猶保其半。不虞八月中旬，蝗蟲自江北來，飛蔽天日，所過雖不全傷，而罹其害者不鮮矣。鄉民群聚告荒，撫院發價收蝗蟲百斤，給錢二百文。予八月二十五日，以事涉江，登金山，目睹大江之上，蝗飛如雪，撫臣屢疏以旱蝗上聞，而得諭旨徵糧反而加焉。」
133. ↑  .   [2007-12-07]. （原始内容存档于2018-10-01）.
134. ↑  王瓊《雙溪雜記》：“當流賊內亂之時，而胡虜不侵，猶能支也。”
135. ↑  《弘光实录钞》卷三
136. ↑  《清史編年 第一卷 順治朝》
137. ↑  《清史編年 第一卷 順治朝》：“明帝詔各地兵赴京師勤王，命廷臣議戰。守庶子李明睿與左都御李邦華復議南遷，並請先以太子居南京，“號召東南，共圖滅賊”。崇禎召廷臣議，其意在俟朝共請而後行，自己不承擔逃亡之名。但大學士陳演等不肯負其責，崇禎私對陳演曰：“此事要先生一擔。”陳演也不語，議不決，明帝憾且忿，曰：“如事不可知，國君死社稷。義之正也，朕志決矣！＂同時不許太子南下監軍。二十九日罷陳演大學士職。＂
138. ↑  顾诚，《明末农民战争史》，第228－229頁
139. ↑  《清史編年 第一卷 順治朝》：“明帝召廷臣議“御寇＂。駙馬鞏永固請以重臣守京師，“聖駕南巡，征兵親討＂，諸臣斥其誕妄。於是決定由內監及各官分守京師九門，禁止百姓上城。＂
140. ↑  任之．《新编中华历史五千年—明朝》．青海：青海人民出版社，2002：第677页—第678页
141. ↑  《明史》(列傳一百九十七):「冬十月，自成陷潼關，傳庭死，遂連破華陰、渭南、華、商、臨潼。進攻西安，守將王根子開東門納賊。自成執秦王存樞以為權將軍，永壽王誼曈為制將軍。巡撫馮師孔以下死者十餘人，布政使陸之祺等俱降。自成大掠三日，下令禁止。改西安曰長安，稱西京。賜顧君恩女樂一部，賞入關策也。大發民，修長安城，開馳道。自成每三日親赴教場校射，百姓望見黃龍纛，咸伏地呼萬歲。諸將白廣恩、高汝利、左光先、梁甫先行後皆降。陳永福以先射中自成目，保山巔不敢下，自成折箭為誓，招之，亦降。惟高傑以竊自成妻走延安，為李過所追，折而東，渡宜川，絕蒲津以守。自成兵所至風靡，乃詣米脂祭墓。向為軍所發，焚棄遺骴，築土封之。求其宗人，贈金封爵以去。改延安府曰天保府，米脂曰天保縣，清澗曰天波府。鳳翔不下，屠之。始，自成入陜西，自謂故鄉，毋有侵暴，未一月抄掠如故。又以士大夫必不附己，悉索諸薦紳，搒掠徵其金，死者瘞一穴。榆林故死守，李過等不能克，自成大發兵攻陷之。副使都任，總兵
王世國、尤世威等，俱不屈死。乘勝取寧夏，屠慶陽，執韓王亶塉。移攻蘭州，甘肅巡撫林日端等亦死。進陷西寧，於是肅州、山丹、永昌、鎮番、莊浪皆降，陜西地悉歸自成。又遣賊渡河，陷平陽，殺宗室三百餘人。高傑奔澤州。詔以餘應桂總督三邊，收邊兵剿賊，然全陜已沒，應桂不能進。」
142. ↑  《明史》(列傳一百九十七):「十七年正月庚寅朔，自成稱王於西安，僭國號曰大順，改元永昌，改名自晟...事聞，帝大驚，召廷臣議。大學士李建泰請督師，帝許之。」
143. ↑  《明史紀事本末 第七十九卷甲申之變》:「初八日，風沙大起，賊乘風夜登城，懋德、應時策馬赴敵死。趙布政、毛副使及府縣各官四十六員咸死之，賊屍之於城。」
144. ↑  《烈皇小識》:「闖賊至大同，軍民皆降，總兵朱三樂自刎，巡撫衛景瑗、兵備朱家仕、糧儲徐有聲皆死之。」
145. ↑  《烈皇小識》:「闖賊陷宣府，叛將白廣恩先移書約總兵姜襄降，太監杜勳出城三十里迎賊入城，執巡撫朱一馮殺之，巡按霍達逃。」
146. ↑  《槐廬叢書·四編·明季實錄》:「三月初十日，唐通入援，召對，賞賚甚厚。十三日，通遇賊於居庸關，一戰即敗，敗即降；京城震懼，九門皆閉。」
147. ↑  楊士聰《甲申核真略》
148. ↑  《爝火錄》卷一：“彰義門（「高起潛傳」作廣寧門），皆言曹化淳獻之。或曰化淳實守東直門，非守彰義。而化淳入國朝，上疏奏辨甚力，時倉卒莫能明也。”
149. ↑  《崇禎遺錄》
150. 1 2  《烈皇小識》卷八
151. ↑  崇祯十七年三月十八日暝，都城陷，帝泣语后曰：“大事去矣。”后顿首曰：“妾事陛下十有八年，卒不听一语，至有今日。”乃抚太子、二王恸哭，遣之出宫。帝令后自裁。后入室阖户，宫人出奏，犹云“皇后领旨”。后遂先帝崩。帝又命袁贵妃自缢，系绝，久之苏。帝拔剑斫其肩，又斫所御妃嫔数人，袁妃卒不殊。世祖章皇帝定鼎，谥后曰莊烈愍皇后，与帝同葬田贵妃寝园，名曰思陵。下所司给袁妃居宅，赡养终其身。（《明史》后妃列傳·莊烈帝愍周皇后）
152. ↑  《明史》列传第九曰：“长平公主，年十六，帝选周显尚主。将婚，以寇警暂停。城陷，帝入寿宁宫，主牵帝衣哭。帝曰：‘汝何故生我家！’以剑挥斫之，断左臂；又斫昭仁公主于昭仁殿。越五日，长平主复苏。大清顺治二年上书言：‘九死臣妾，跼蹐高天，愿髡缁空王，稍申罔极。’诏不许，命显复尚故主，土田邸第金钱车马锡予有加。主涕泣。逾年病卒。赐葬广宁门外。”
153. ↑  苗棣著. . 沈阳：辽宁人民出版社. 2014.01: 375. ISBN 978-7-205-07706-8.
154. ↑  《崇禎遺錄》：“諭賊遺詔在乾清宮玉幾，非書衣前。且云上「御鑲邊白綿紬背心」，御服不用綿紬，此非草野所知。”
155. ↑  《甲申核真略》:「二十三日，殮先帝于東華門外。初用銀五兩，得二棺，與王承恩俱殮。旋用司禮王德化言，易以朱漆梓宮，與中宮梓宮同移佛庵中，命僧為誦經，諸人不得入。」
156. ↑  《明季北略》
157. ↑  明亡後殉難人數可見諸《明史紀事》第八十卷；《甲申傳信錄》；《閩中紀略》；《前明忠義別傳卷三十二.國變難臣鈔》
158. 1 2  《欽定四庫全書·御選四朝詩》之<明詩姓名爵里一·帝系>：莊烈皇帝諱由檢，光宗第五子初封信王，天啟七年即位，改元崇禎，在位十七年。諡曰欽天守道敏毅敦儉弘文襄武體仁致孝懷宗端皇帝，更定莊烈愍皇帝。
159. 1 2  《欽定四庫全書·明詩綜》卷一：南福藩稱制，遥上帝諡，曰紹天繹道剛明恪儉揆文奮武敦仁懋孝烈皇帝，廟號思宗。后諡曰孝節貞肅淵恭莊奉天靖聖烈皇后。尋改帝廟號曰毅宗。唐藩稱制，復改威宗。皇朝順治初，更諡帝曰欽天守道敏毅敦儉弘文襄武體仁致孝懷宗端皇帝，后曰孝敬貞烈慈惠莊敏承天配聖端皇后，既而改稱莊烈愍皇帝。凡五易而後定焉。今神牌所書，即順治初定一十六字，第其下改書莊烈愍皇帝。
160. ↑  《流寇長編》卷十八 甲申遺事 彭孫貽《流寇志》卷十三
161. ↑  管彦杰著. . 北京联合出版公司. 2019.04: 234. ISBN 978-7-5596-2919-7.
162. ↑  《清世祖實錄》卷一百三十：“（順治十六年十一月）甲申，上駐蹕三屯營。是日，諭禮部：‘前明崇禎帝，勵精圖治，十有七年。不幸寇亂國亡，身殉社稷。考其生平，無甚失德，遘茲厄運，殊堪矜憫。宜加諡號，以昭實行。今諡為莊烈愍皇帝。爾部即遵諭行。’”
163. ↑  《南明史》卷七 志第二 禮
164. ↑  《三垣筆記》卷下
165. ↑  據《聖安皇帝本紀》，《南渡錄》均作二月丙子，《弘光實錄鈔》作二月庚辰
166. ↑  邓华，陈建华编著. . 贵阳：贵州人民出版社. 2006.06: 243. ISBN 7-221-07330-9.
167. ↑  《烈皇小識》(卷四):「殺太監劉元斌。元斌監國討賊，賊在陝雒，元斌留歸德不敢進，縱兵大掠，殺樵汲者冒功。及論辟，未得旨，即奏辯，上怒誅之。」
168. ↑  《小腆紀傳》:「未幾，王師南下，可法死；而起潛、元爵皆投降。」
169. ↑  《明史紀事本末》(卷七十九):「三月，李自成陷宣府，太監杜勳迎降...丙午，賊騎薄彰義門，太監杜勳縋城上，入見大內，張皇賊勢。語守璫輩曰：「吾黨富貴自在也！」」
170. ↑  《明史紀事本末》(卷七十九):「守陵太監申芝秀自昌平降賊，亦縋上入見，備述賊犯上不道語，請遜位。上怒叱之。」
171. ↑  《明史紀事本末》(卷七十九):「寇自柳溝抵居庸關。柳溝天塹，百人可守，竟不設備。總兵唐通、太監杜之秩迎降，撫臣何謙偽死私遁。」「自成同偽都督劉宗敏等數十騎入大內，太監杜之秩等率黨為前導。」
172. ↑  《明史紀事本末》(卷七十九):「牛金星趨而進曰：「中其下，當中分天下。」自成喜，投弓而笑。司禮視印太監王德化以內員三百人先迎德勝門，令仍舊任。」
173. ↑  楊士聰《甲申核真略》:「賊破城後，即馳往鞏華城報李自成知。午轉入德勝門，司禮掌印太監王德化率內員三百人迎至門外，賊令照舊掌印。」
174. ↑  《烈皇小識》(卷四):「宣武門守門太監王相堯領內丁千人，開門迎賊，偽將劉宗敏整軍人，軍容甚肅。」
175. ↑  《甲申傳信錄》(卷四):「旧司礼监掌印太监王之心，旧司礼监掌印太监，顺天人。」
176. ↑  《甲申傳信錄》(卷四):「二月二十二日廷議助餉，之心閒住已久，眾言之心富順甚，家藏現銀三十萬。上即日召 諭之，令捐助，之心以連年家計消乏為辭。次日，獻銀一萬兩。自成入，繋之，追掠搜銀十五萬馀，金銀什器緞疋無算。」
177. ↑  《明季北略》(第二十卷崇禎十七年甲申):「王之心最富，上面諭之，對以家計稍乏，僅獻萬金。諸內官各大書於門 ：「此房絕兌」，複雜出古董諸物，陳於市以求售。 後賊拷夾王之心，追十五萬，他金銀玩器稱是。 ”
178. ↑  王世德《崇祯遺錄》:「王之心缢死于家；李凤翔、贾如皋、贾奕伦、魏同征、马应震一时俱死。」
179. ↑  王世德《崇祯遺錄》:「贿脱：皇亲嘉定伯周奎献银七十万。太监王永祚献银一百万。」
180. ↑  《甲申傳信錄》(卷七):「 ◎開門迎入。司禮監太監曹化淳，初最幸，入自信邸，從龍至禦前秉筆，二弟併至都督，諸侄率世襲錦衣 ，尋以告休罷職。寇急，復起化淳督守彰義門，統兵百馀騎。十八日日昃，賊砲擊城甚震。上趨化淳督戰，即於將至時， 詐曰：「賊已上城矣！」城卒奔潰，轟聲雷擊，不可止。 化淳開門迎入，城遂不守。 化淳且先驅導闖入大內焉。 十九日，內城既陷，有鉅璫頭領內兵千馀人出宣武門而去，他璫有隨之者，悉用砲擊回。 因有言聖駕在其中者，總不知何許人也。」
181. ↑  王世德《崇禎遺錄》:「時太子年十六，定王十三，永王十二，托太監王之心、栗宗週、王之俊三人。城破，之心死；宗週、之俊 獻太子、二王於賊」
182. ↑  王世德《崇禎遺錄》:「王德化、栗宗週、齊本政、王之俊、週禮、馬雲程、魏濟民，各獻銀三五萬不等。」
183. ↑  《明史》卷二六四《南居益传》。
184. ↑  计六奇：《明季北略》卷五。
185. ↑  《明史·流贼传》
186. ↑  石匮书卷第一 烈皇帝本纪
187. ↑  李清：《三垣筆記》中，崇禎
188. ↑  《山志》
189. ↑  《南明史》卷七 志第二 禮
190. ↑  見《國朝宮史》卷二　訓諭二，康熙四十八年十一月十二日上諭
191. 1 2 3 4 5  《國榷·卷首之一·天俪》
192. ↑  《清世祖章皇帝实录·卷之五十六》
193. 1 2  《烬宫遗录》
194. 1 2  《塘子觀志》
195. 1 2  《嶗山餐霞錄》
196. ↑  據皇明懷隱王壙志。
197. ↑  據皇明悼懷王壙志。
198. ↑  據皇第七子悼良王壙志。
199. ↑  《崇禎長編》卷39：「〔崇禎三年十月〕甲戌，皇第一女生，中宮出，是為坤儀公主。」按「坤儀」二字當是「坤興」之誤。
200. ↑  《烈皇小識》卷6
201. ↑  任之．《新编中华历史五千年—明朝》．青海：青海人民出版社，2002：第685页
202. ↑  来源：凤凰网历史；作者：刘继兴 刘秉光. . 凤凰网>信息>中国古代史>正文. 2011年2月1日  [2011年2月1日]. （原始内容存档于2020年6月8日） （中文（简体））.；另《明季北略》卷二十記載：崇禎十七年農曆三月十四，即崇禎自殺前五日，“壬寅，南京孝陵夜哭。三月初一日起，日色兩旬無光。是夜風色陰慘，沙塵刮天。起舊司禮太監曹化淳戴罪守城，上密旨收葬忠賢遺骸。”
203. ↑  《崇禎遺錄》:十七年甲申，野史有上命收魏忠賢骸骨一事，荒謬不足致辨。
204. ↑  《甲申核真略凡論》:「一二逢迎時局者，乃稱曹化淳面奏先帝雲：魏忠賢而在，事不至此。（化淳閒住在外，未聞特召， 何處面奏？－原夾注）先帝嘆息，傳旨收葬其骸。又稱先帝召對，有薦楊維垣、霍維華等者。此皆絕無影響之事，附會成書，公然刊布。更 假歲月，必將登諸奏牘矣。」

## 外部連結
- 郭沫若：甲申三百年祭
- 傅增湘：甲申三百年紀念碑